# ロサンゼルス・チャージャーズ
ロサンゼルス・チャージャーズ（英語: Los Angeles Chargers、略称: LAC）は、アメリカ合衆国カリフォルニア州ロサンゼルス郊外イングルウッドに本拠地をおくNFLチーム。AFC西地区に所属している。本拠地スタジアムはSoFiスタジアムで、同じNFLのロサンゼルス・ラムズと共同で使用している。チーム本部と練習場は同じくロサンゼルス郊外のコスタメサに位置している。
スーパーボウルには第29回に出場しているが優勝経験はない。AFLのチームとして創設され、1961年から2016年までの間は、同じカリフォルニア州のサンディエゴを本拠地として「サンディエゴ・チャージャーズ（英語: San Diego Chargers、略称: SD）」と名乗っていた。

## 概要
1959年8月14日にロサンゼルスを本拠地とするチームとして発足。1960年9月10日にアメリカン・フットボール・リーグ（AFL）の一員として始動した。最初のシーズンをロサンゼルスで過ごした後、翌1961年にサンディエゴに移転。 その後、1970年のAFLとNFLの合併によりNFLに加盟し、以後AFC西地区の所属となる。
チャージャースのロサンゼルス復帰は、ラムズがセントルイスからロサンゼルスに復帰した1年後の2017年シーズンに発表された。本拠地スタジアムは、ロサンゼルス初期はロサンゼルス・メモリアル・コロシアム、サンディエゴではバルボア・スタジアムとクアルコム・スタジアム、そしてロサンゼルス復帰直後の2017年から2019年まではディグニティ・ヘルス・スポーツ・パーク（旧、スタブハブ・センター）を使用しており、2020年からはSoFiスタジアムを使用している。
チームはAFL時代、1963年に優勝したほか、プレーオフに5回、チャンピオンシップゲームには4回進出した。その後、AFLとNFLの合併によるNFLへ加入後、プレーオフに13回進出し、AFCチャンピオンシップゲームには4回出場した。1994年にはAFCチャンピオンになり出場した第29回スーパーボウルでサンフランシスコ・49ersと対戦し、49-26で敗れた。 プロフットボール殿堂には、8人の選手と1人のコーチが登録されている。

## 歴史

### チーム創設から1979年まで
1959年にNFLに対抗して結成されたAFLのオリジナルメンバーとしてロサンゼルス・チャージャーズは誕生した。オーナーはヒルトンホテルの創始者、コンラッド・ヒルトンの息子のバロン・ヒルトン。チーム名は、設立時のゼネラルマネジャーのフランク・リーヒーが、ドジャー・スタジアムと南カリフォルニア大学（USC）の試合でファンが「チャージ」と叫び、軍隊ラッパを吹いている光景が好きだったことから命名された。
1961年にサンディエゴの新聞社の編集長だったジャック・マーフィーがチームを誘致し、チームはサンディエゴに移転し、サンディエゴ・チャージャーズとなった。チャージャーズ最初のスター選手はWRのランス・アルワースで11年間のキャリアで彼は543回のパスレシーブで10266ヤードを稼いだ。またプロフットボール記録となる96試合連続パスキャッチの記録も残した。AFL時代の10年間は当時パスオフェンスの権威であったシド・ギルマンがヘッドコーチであり、アルワース、ポール・ロウ、キース・リンカーン、ジョン・ヘイドルらによる強力なオフェンスで地区優勝6回、1963年にはボストン・ペイトリオッツを51-10で破りAFLチャンピオンになった。ディフェンスも優れており1961年には49インターセプトを記録すると共に新人DEのアール・フェイソンはAFL最優秀新人選手に選ばれた。ディフェンスラインのフェイソン、アーニー・ラッド（後にプロレスラー）らはフィアサム・フォーサムと呼ばれるようになった最初のユニットとなった。
1966年にヒルトンオーナーはユージン・クラインやサム・シュルマンに率いられたオーナーグループにチームを売却した。1969年9月29日に行われた第3回スーパーボウルチャンピオンになったニューヨーク・ジェッツ戦ではサンディエゴ・スタジアムに54,042人が詰めかけた。1969年シーズン終了後、健康上の問題を理由にギルマンヘッドコーチは退任しゼネラルマネージャーに就任、アシスタントコーチだったチャーリー・ウォーラーが後任のヘッドコーチに就任した。AFLでの10年間中5回プレーオフに進出しAFLチャンピオンシップゲームに4回出場を果たした。
1970年、AFLとNFLが統合されるとチームはAFC西地区に所属することとなったが1960年代の栄光を支えた選手の多くは引退したり、移籍してチームは低迷した。ディーコン・ジョーンズ、ジョニー・ユナイタスなどの獲得もあったが、彼らは全盛期を過ぎており、活躍はできなかった。

### ファウツ時代
1978年9月10日には地元サンディエゴでホーリー・ローラーと呼ばれている（チャージャーズファンには、Immaculate Deceptionと呼ばれている）プレイの結果、オークランド・レイダースに敗れた。このプレイではチャージャーズのウッディー・ロウがQBサック寸前にケン・ステイブラーがファンブル、それをリカバーしようとしたRBのピート・バナザックがこれをはじき最後はデーブ・キャスパーがエンドゾーン方向にボールをはじいた後、確保しタッチダウンが認められたが、チャージャーズファンにはインコンプリートパス、またはインテンショナル・グラウディングであり、その後のバナザック、キャスパーのプレイもペナルティとするべきだったと考えられている。このシーズン終了後に前半及び後半の2ミニッツウォーニング以降にファンブルしたボールを前進させることができるのは最初にファンブルした選手のみとし、別のオフェンス選手がリカバーした場合はファンブルのあった地点にボールを戻すこととするルール改正が行われた。
1979年はチームにとって転機となった。この年、ダン・ファウツはNFL記録となる4試合連続300ヤード以上のパスを投げた。ドン・コリエル（エア・コリエルと呼ばれた）ヘッドコーチの指揮の下、ファウツはタイトエンドのケレン・ウィンズロー、WRのジョン・ジェファーソン、チャーリー・ジョイナーらにパスを投げ続け14年ぶりにプレーオフ進出を果たした。12月17日に行われたデンバー・ブロンコス戦を17-7で制してAFC西地区優勝を果たした。プレーオフ初戦でヒューストン・オイラーズに14-17で敗れたがGMのジョン・サンダースはNFLのエクゼクティブ・オブ・ザ・イヤーに選ばれた。またシーズン終了後のプロボウルのハーフタイムの際にロン・ミックスがAFL出身の選手として史上2人目となるプロフットボール殿堂入りすることが発表された。
1980年、チームはトレードでRBチャック・マンシーを獲得、ニューヨーク・ジャイアンツ戦でファウツはチーム記録となる444ヤードを投げて44-7で勝利した。またレギュラーシーズン最終節のピッツバーグ・スティーラーズ戦では26-17と勝利し、11勝5敗で2年連続地区優勝を果たした。この年ジェファーソンが1340ヤード、ウィンズローが1290ヤード、ジョイナーが1132ヤードをレシーブで獲得し、1シーズンに同一チームから1000ヤード以上レシーブで獲得した選手が3人出た最初の記録となった。ディフェンスもNFLトップの60サックを相手QBに浴びせ、1975年ドラフト組のフレッド・ディーン、ゲイリー・ジョンソン、ルーイ・ケルチャーに加えてリロイ・ジョーンズを加えたフロントラインはブルース・ブラザーズをもじって"Bruise Brothers"と呼ばれた。チームはバッファロー・ビルズを20-14で破ったが、オークランド・レイダースに27-34で破れ、第15回スーパーボウル出場を逃した。

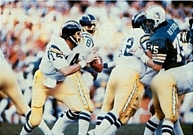
ダン・ファウツHCの元、「エピック・イン・マイアミ」などの試合もあり、チャージャーズは1979年から1982年にかけて連続でポストシーズンに出場した

1981年、チームは10勝6敗で3年連続の地区優勝を決めた。ジョン・ジェファーソンが契約に不満を持ちホールドアウトしたため、グリーンベイ・パッカーズにトレードし、代わりにウェス・チャンドラーが起用された。また同じくフレッド・ディーンもサンフランシスコ・フォーティナイナーズにトレードされた。ディーンはこの年11試合の出場ながらUPI通信が選ぶ最優秀守備選手となり、フォーティナイナーズは第16回スーパーボウルを制した一方、チャージャーズのディフェンスは弱体した。
1981年、1982年とチームのパス攻撃はNFLトップであった。1981年、ダン・ファウツは当時NFL記録となった4,802ヤードを投げて33タッチダウンをあげた。1982年1月2日マイアミ・オレンジボウルで行われた最高気温29.4度となったプレーオフでマイアミ・ドルフィンズと対戦した。のちに「エピック・イン・マイアミ」と呼ばれることになるこの試合は、両軍合計79得点、トータル獲得ヤード合計1,036ヤード、トータルパス獲得ヤード809ヤードなどのプレーオフ記録が生まれた。チームは24-0と一時大量リードしたが追いつかれ、最後はオーバータイムにロルフ・ベナーシュキーの29ヤードのFGが決まり41-38でチャージャーズが勝利した（The Epic in Miami）。
翌週シンシナティのリバーフロント・スタジアムで行われたAFCチャンピオンシップゲーム（シンシナティ・ベンガルズ戦）は、フリーザーボウルと呼ばれるようになり、NFL史上でも最も過酷な試合の1つとなった。氷点下23度、体感温度は氷点下51度の条件となった試合は一時開催地の変更話も出るほどであり、選手が怪我した場合に複雑骨折してしまうのではという懸念もされた。この試合で7-27で敗れシーズンを終えた。
ストライキで短縮された1982年シーズンも、ファウツはパスで平均320ヤード以上を獲得した。この年チームは前年のスーパーボウルに出場した両チームとの試合でいずれもファウツが400ヤード以上を投げてサンフランシスコ・フォーティナイナーズを41-37、シンシナティ・ベンガルズを50-34で破った。このベンガルズとのマンデーナイトフットボールでは、ウェス・チャンドラーが10回のレシーブで当時のMNF記録となる260ヤードを獲得するなど、チームはパスで501ヤード、ランで175ヤード、合計661ヤードを獲得した。この記録は2009年シーズン終了時点でもNFL記録として残っている。またWRのウェス・チャンドラーはレシーブで1試合平均129ヤードを獲得したがこれもNFL記録として残っている。チームはプレーオフ初戦でピッツバーグ・スティーラーズを破ったが、マイアミ・ドルフィンズに13-34で敗れシーズンを終えた。その後チームは、1983年から1991年まで9年連続でプレーオフを逃した。
1983年のドラフトでチームは1巡指名権を3つ持っておりニューイングランド・ペイトリオッツからマイク・ヘインズとのトレード話があったがチームはこれを拒否、この時指名されたゲイリー・アンダーソンはUSFLに行ってしまいチームに加入したのは1985年であった。1988年にアンダーソンは1,119ヤードを走り、1回あたり5.0ヤードを獲得したが、1989年開幕前ホールドアウトし、チームはタンパベイ・バッカニアーズに彼をトレードした。
1983年10月31日のワシントン・レッドスキンズとのマンデーナイトフットボールでエド・ルーサーが6インターセプトを喫し、24-27で敗れた。
1984年に、チームオーナーのクラインは、チームを売却しようとベテラン選手を放出した。同年8月1日、アレックス・スパノスがチームの経営権の97％を獲得した。この年ベナーシクが"Miller Man of the Year"を獲得、チャーリー・ジョイナーはピッツバーグ・スティーラーズ戦で通算650キャッチの記録を達成した。
1985年にはガードのエド・ホワイトが通算241試合出場となり、オフェンシブラインマンとしては新記録を達成した。また小柄なライオネル・ジェームスはリターン、ラン、レシーブで2,535ヤードのNFL記録を樹立した。
1986年シーズン途中でコリエルヘッドコーチは辞任、アル・ソーンダースが後任となった。

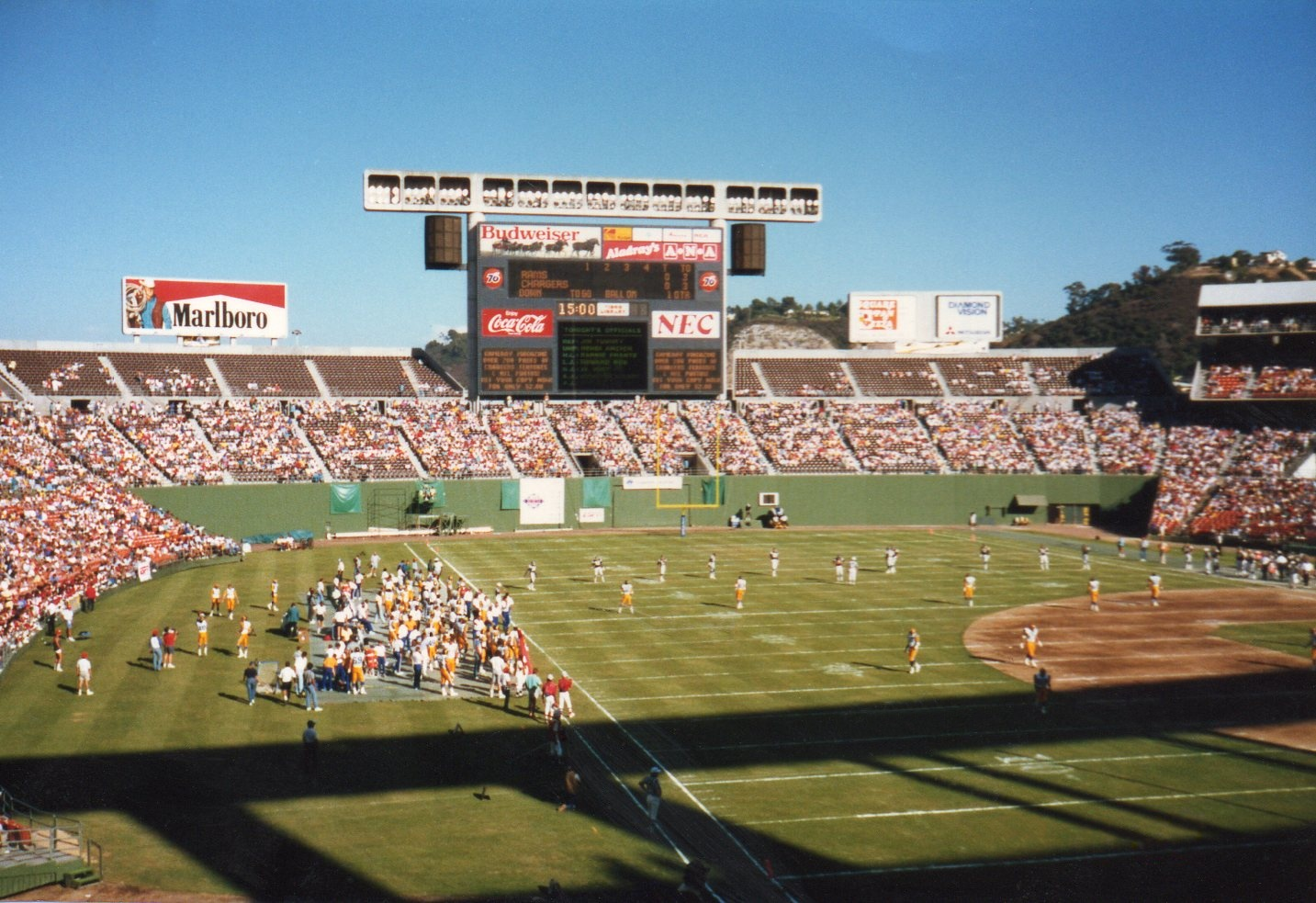
ジャック・マーフィー・スタジアム（のちのクアルコム・スタジアム）での試合（1987年）

1987年、チームは8勝7敗で終え、1982年以来の勝ち越しとなったが、6連敗も経験した。15シーズンのキャリアで7つのNFL記録、42のクラブ記録、NFL歴代2位のパス獲得43,040ヤードの記録を残してダン・ファウツが引退した。彼の背番号14は永久欠番となった。

### 1980年代後半
1989年に元チャージャーズのQBでアトランタ・ファルコンズでもヘッドコーチを務めたダン・ヘニングがヘッドコーチに就任した。この年、前シカゴ・ベアーズのQBジム・マクマーンと契約したが、1年でフィラデルフィア・イーグルスへ移籍した。また、この年カンザスシティ・チーフス戦では新人RBマリオン・バッツが、クラブ記録となる39回のボールキャリーで176ヤードを走る活躍を見せて、20-13で勝利した。

### 1990年代
1990年にボビー・ベサードがゼネラルマネージャーに就任した。
1992年にヘッドコーチにボビー・ロスが就任、ワシントン・レッドスキンズからQBスタン・ハンフリーズを獲得した。この年チームは開幕から4連敗したが残り12試合で11勝をあげて地区優勝を果たした。プレーオフでもチーフスを17-0と完封したがマイアミ・ドルフィンズに完封負けしてシーズンを終えた。1993年にドラフト8巡目でQBトレント・グリーンを指名した。この年チームは8勝8敗で地区4位に終わった。
1994年、ジュニア・セアウ、ルーベン・デービス、ショーン・リー、レスリー・オニールらに率いられたディフェンス、ハンフリーズ、ネイトロン・ミーンズ、トニー・マーティンらの活躍で開幕からの6連勝を含む11勝5敗でシーズンを終えた。シアトル・シーホークス戦ではハンフリーズからマーティンへのNFLタイ記録となる99ヤードのTDパスも決まった。プレーオフでドルフィンズを22-21、スティーラーズを17-13で破り第29回スーパーボウル出場を果たしサンフランシスコ・フォーティナイナーズと対戦したが26-49で敗れた。
1995年、チームは5連勝もあり9勝7敗でプレーオフ出場を果たしたがインディアナポリス・コルツに20-35で敗れた。
1996年、ロドニー・カルバーがバリュージェット航空592便墜落事故で亡くなった。この11ヶ月前にはデビッド・グリッグスが交通事故で亡くなっておりチームとしては現役中に亡くなった2人目の選手となった。
1997年、ロスヘッドコーチはベサードGMと対立し解任されケビン・ギルブライドが新ヘッドコーチとなりチームはこれまでのロスコーチのボールコントロールオフェンスからギルブライドコーチのパス中心のオフェンスを目指すこととなった。チームはこの年NFL最低の17タッチダウンパスしかあげられなかった。
そのため1998年のドラフトではドラフト全体3位指名権を持っていたがペイトン・マニング、ライアン・リーフのいずれかを獲得しようとボビー・ベサードはアリゾナ・カージナルスの持つ全体2位指名権と全体3位指名権、ドラフト2巡指名権、1999年のドラフト1巡指名権、プロボウルに3回選ばれているリターナーのエリック・メトカーフなどをトレードした。その結果、チームはライアン・リーフを獲得した。リーフは1983年のジョン・エルウェイ以来となる開幕から2連勝した。しかし翌週のカンザスシティ・チーフス戦でリーフはパス15本中わずか1本しか成功できず3ファンブルでボールを失うなど、7試合でチームは6敗するなど過去22年間でNFL最低のQBレイティングに終わった。またシーズン途中にギルブライドは解任されジューン・ジョーンズが暫定ヘッドコーチに就任した。このシーズン終了後ジョーンズコーチはハワイ大学に就任するため去り、オレゴン州立大学のマイク・ライリーが新ヘッドコーチとなった。
1999年にはボルチモア・レイブンズからトレードでジム・ハーボーがチームに加わり先発QBとなった。

### 2000年代初頭
2000年4月ベサードGMは引退、2001年1月、元バッファロー・ビルズのGM、ジョン・バトラーが後任となった。1996年から2003年まで8年連続でチームは勝ち越すことができなかった。

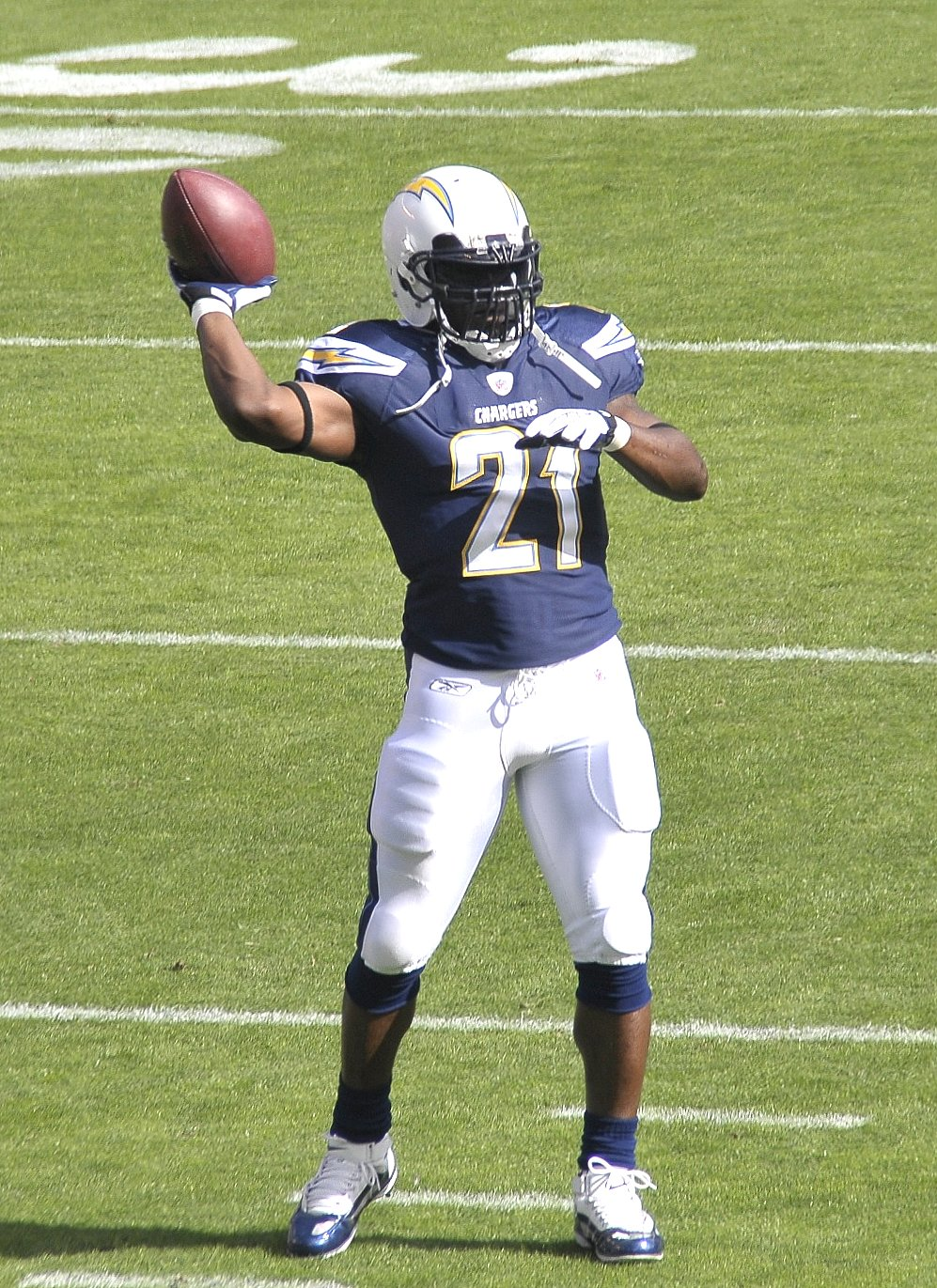
2001年に入団したRBのラダニアン・トムリンソン

2001年、元ワシントン・レッドスキンズのヘッドコーチ、ノーブ・ターナーがオフェンスコーディネーターに就任した。チームはフリーエージェントのQBダグ・フルーティを獲得、ドラフト全体1位指名権をアトランタ・ファルコンズに同年の全体5位指名権などとトレードし（この時全体1位で指名されたのがQBマイケル・ヴィック。）、1巡目でRBラダニアン・トムリンソン、2巡目でQBドリュー・ブリーズを獲得した。

### ブリーズ先発期
2002年からライリーに代わり、クリーブランド・ブラウンズ、カンザスシティ・チーフスなどを何度もプレーオフに導いたマーティ・ショッテンハイマーが新ヘッドコーチに就任した。この年チーム史上初めて開幕から4連勝した。
2003年4月、9ヶ月癌と闘病生活を送ったバトラーGMは死去し、後任に彼の親友でもあったA・J・スミス（バッファロー・ビルズのスーパーボウル出場に共に貢献した。）が就任した。この年12回プロボウルに選ばれたジュニア・セアウをマイアミ・ドルフィンズにトレードした。トムリンソンが1,645ヤードを走り、同一シーズンに1000ヤードラッシャー、100キャッチをした最初の選手となった。
前年の勝敗が他の2チームと並びNFL最低であったチームは2004年のドラフト全体1位指名権を獲得し、ミシシッピ大学のイーライ・マニングを指名したがマニングは入団を拒否、同年1巡全体4位でニューヨーク・ジャイアンツに指名を受けたフィリップ・リバースらとのトレードが成立した。リバースは契約が難航しトレーニングキャンプをホールドアウト、ブリーズが先発QBとなった。チームは12勝4敗でプレーオフに出場したがルーキーキッカーのネイト・ケディングの40ヤードのFG失敗もありニューヨーク・ジェッツに17-20で敗れた。この年ショッテンハイマーは最優秀コーチに選ばれた。
2005年のドラフトで前年のイーライ・マニングをトレードした見返りに得たドラフト権でショーン・メリマンを獲得した。彼は最優秀守備新人選手に選ばれると共にプロボウルに選出された。この年タイトエンドのアントニオ・ゲイツが開幕から2試合ホールドアウトした。またトムリンソンはこの年途中まで18試合連続でタッチダウンを決めた。インディアナポリス・コルツ戦では第3Qまでで16-0とリードした後、17点取られて逆転を許したが26-17と再逆転しコルツの開幕からの連勝を13で止めた。この年契約の切れたブリーズはニューオーリンズ・セインツへ去った。

### リバース時代

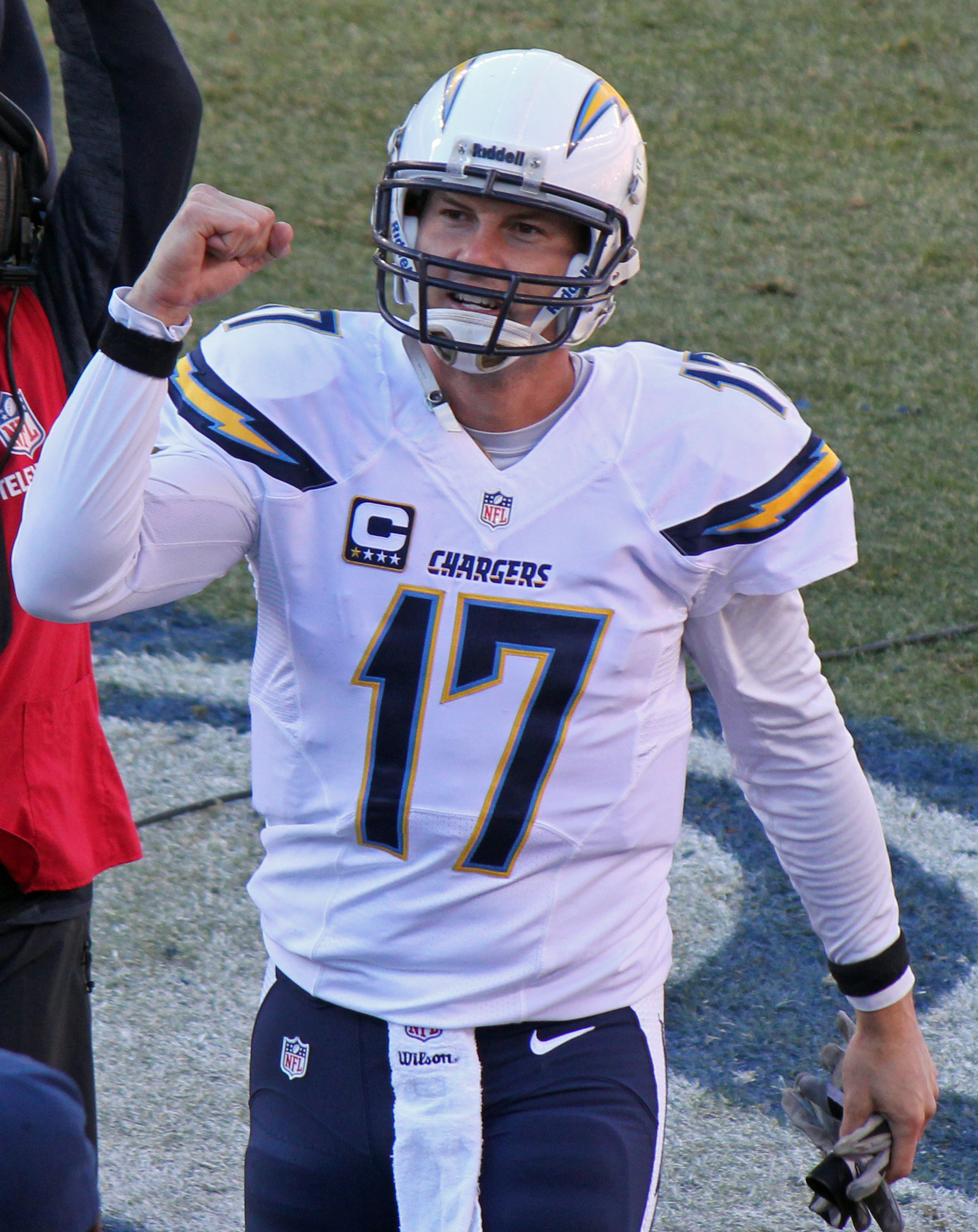
2006年からQBを務めたフィリップ・リバース

2006年シーズン、リバースがエースQBに収まり、トムリンソンがNFLトップの1,815ヤードを走ると共にNFL新記録となる31タッチダウンをあげてチームは14勝2敗の成績をあげたがプレーオフ初戦でニューイングランド・ペイトリオッツに敗れた。オフシーズンにはオフェンスコーディネーターのキャム・キャメロンがマイアミ・ドルフィンズのヘッドコーチに、ディフェンスコーディネーターのウェイド・フィリップスはダラス・カウボーイズのヘッドコーチに就任、マーティ・ショッテンハイマーヘッドコーチは解任されてノーブ・ターナーが後任となった。
2007年シーズン開幕から1勝3敗と出遅れたがシーズン最後の6試合を全勝し11勝5敗で地区優勝を果たしプレーオフ出場を果たした。第10週のインディアナポリス・コルツ戦でペイトン・マニングから6インターセプトを奪い、プレーオフでのコルツとの再戦も勝利したがAFCチャンピオンシップゲームでニューイングランド・ペイトリオッツに敗れた。
2008年シーズンはラダニアン・トムリンソンの不調もありシーズン序盤出遅れた。4勝8敗から4連勝、最終節で同地区のデンバー・ブロンコスを52-21で破り1985年のクリーブランド・ブラウンズ以来8勝8敗ながら地区優勝を果たし、プレーオフでも23-17でインディアナポリス・コルツを破る番狂わせを演じたがピッツバーグ・スティーラーズに24-35で敗れシーズンを終えた。オフシーズンには残留を望むトムリンソンの放出も匂わせていたが彼がチームに残留することについて合意に達した。
2009年チームは2勝3敗と出遅れ、同地区のデンバー・ブロンコスは開幕から6連勝した。大方の予想ではブロンコスの地区優勝は確定で、チャージャーズはワイルドカード争いに加われるかであろうという見方となり、ファンの中にはターナーヘッドコーチの解任を求める声もあがった。この年チームはトムリンソンに頼らずリバースのパス攻撃を重視するようになった。リバースは4,254ヤードを投げて28タッチダウン、9インターセプトの好成績を残してQBレイティングではドリュー・ブリーズ、ブレット・ファーヴに次いでNFL3位となった。チームはシーズン最後の11試合を連勝で終えて1972年から1976年のオークランド・レイダース以来となる4年連続地区優勝を果たした。この年まででチームは12月の試合で18連勝とし1970年から1974年のマイアミ・ドルフィンズが11月の試合で作った連勝記録に並んだ。プレーオフ第2シードを獲得したがニューヨーク・ジェッツに14-17で敗れシーズンを終えた。
2010年、チームはトムリンソンを解雇、その後彼はニューヨーク・ジェッツと契約した。
2011年、開幕から5試合で4勝1敗と好スタートを切ったがその後6連敗を喫した。この間リバースは多くのインターセプトを喫した。WRマルコム・フロイドの復帰後、チームは連勝を見せたものの、最終的に8勝8敗でプレーオフを逃した。
2012年、第6週のデンバー・ブロンコス戦では、前半を24-0で折り返したが、後半35点を連取され、24-35と逆転負けを喫した。第12週のボルチモア・レイブンズ戦では3点リードした第4Q終盤、第4ダウン29ヤードまで相手を追い詰めながら、レイ・ライスに29ヤードを走られてファーストダウンを更新され、その後同点FGが決められ、オーバータイムの末敗れた。7勝9敗でシーズンを終えた後、ノーブ・ターナーヘッドコーチとA・J・スミスGMは解任された。2013年1月15日、デンバー・ブロンコスのオフェンスコーディネーター、マイク・マッコイが新ヘッドコーチに就任することが発表された。
2015年、4勝12敗と大きく負け越しシーズンを終えた。この年、チームはレイダースと共同でロサンゼルス再移転の申請をしていたが、2016年1月12日のオーナー会議で否決され、ラムズのロサンゼルスへの移転が承認された。その承認決議では、チャージャーズに対してラムズとのスタジアム共用でのロサンゼルス移転を受け入れるか否かの選択権を与えるとの条件が付され、チームは1年以内に、サンディエゴに残留するかまたはロサンゼルスへ移転するかを選択することとなった。
2016年も引き続き地区最下位となり、プレーオフを逃した。このシーズンより地区ライバルのカンザスシティ・チーフスが連続して優勝し、チャージャーズは苦杯をなめることが続く。
2017年1月1日、マッコイに代わってバッファロー・ビルズの前オフェンスコーディネーターであったアンソニー・リンの新ヘッドコーチ就任を発表した。同年1月12日、2017年シーズンから57年ぶりにロサンゼルスへ再移転し、イングルウッドのハリウッドパーク競馬場跡地に建設予定の新スタジアム（SoFiスタジアム）が完成するまでは、カーソンのカリフォルニア州立大学ドミンゲスヒルズ校にあるスタブハブ・センターを仮拠点とすることを発表した。

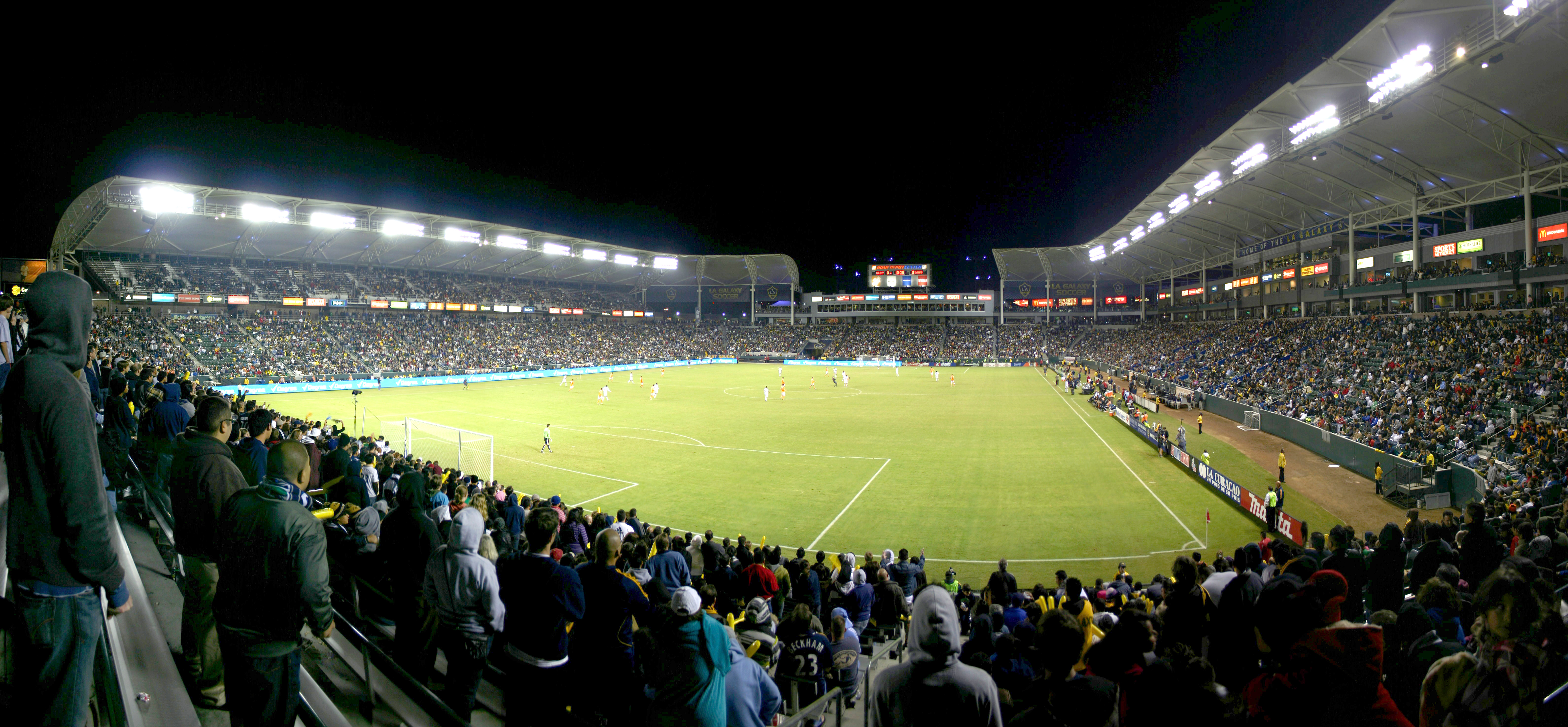
暫定的に本拠地として使用したディグニティ・ヘルス・スポーツ・パーク（旧：スタブハブ・センター）

移転に関してはロサンゼルスにおいても反発も見られた 。暫定使用のスタブハブ・センターはNFLの最低条件の収容人数である50,000人を下回る30,000人しか収容できないが、最初のホームゲームではチケットを売りさばけず、25,000人しか観客を集められなかった。 この不人気を見て、NFLはチャージャースをサンディエゴに戻すことを考慮していると報じられた 。2017年は、最終戦までプレーオフ進出の可能性を残したが、結局はかなわなかった。
2018年にオーナーのアレックス・スパノスが死去し、社長を務めていた息子のディーンが後任となった。2018年シーズンにはワイルドカードでプレーオフに進出し初戦は勝利したがディビジョナルプレーオフで敗退した。
2019年4月、チームはホームユニフォームのプライマリー・カラーをパウダーブルーに変更することを発表した。2019年シーズンは地区最下位となった。シーズン後、長年エースQBをつとめたフィリップ・リバースがインディアナポリス・コルツに移籍した。

### ハーバート時代

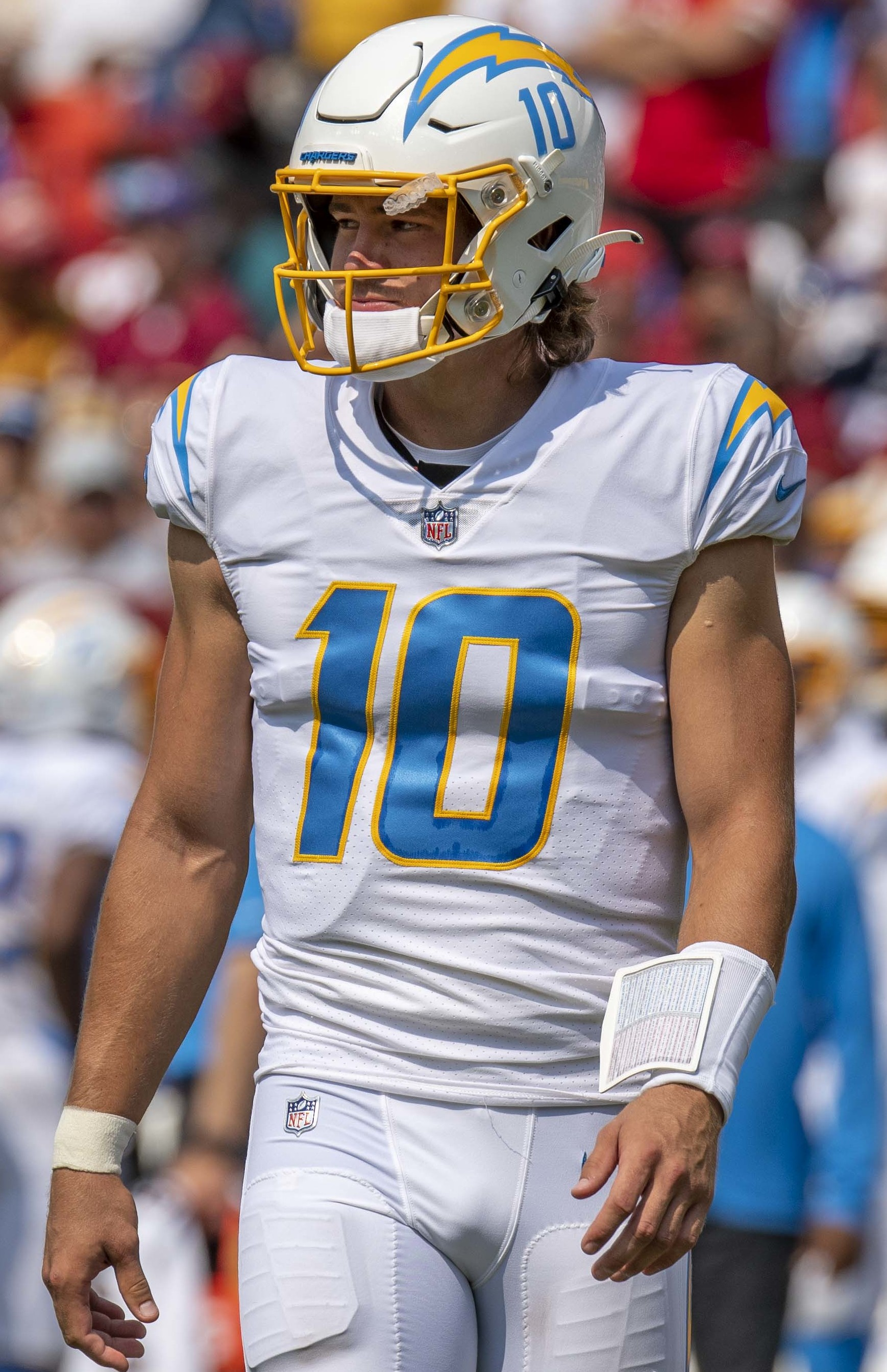
2020年からQBを務めるジャスティン・ハーバート

2020年シーズンは新型コロナウイルス感染症流行により全試合を無観客で開催し、QBのタイロッド・テイラーが気胸で離脱したため、第2週からはルーキーのジャスティン・ハーバートを先発させたが、プレーオフは逃した。シーズン終了後、HCのアンソニー・リンは解任された。2021年1月17日、ロサンゼルス・ラムズのディフェンシブコーチだったブランドン・ステイリーが新たにヘッドコーチに就任した。
2021年シーズンは前シーズンに引き続き、ハーバートを先発QBとして、シーズンを戦った。ハーバートは全試合で先発し、チームは2018年シーズン以来、3シーズンぶりの勝ち越しをしたが、引き分け以上でプレーオフ進出となる最終戦、延長でラスベガス・レイダースに敗れて地区三位となり、プレーオフを逃した。この試合は延長最後のプレーまで同点であり、そのまま引き分けた場合は両チームが共にプレーオフに進むはずであったが、フィールドゴールにより試合が決してチャージャーズはプレーオフを逃した。
2022年シーズンは地区優勝は7年連続してカンザスシティ・チーフスに譲るも、地区2位となり第5シードのワイルドカードでプレーオフに進んだ。初戦ではジャクソンビル・ジャガーズと対戦し、一時は27-0とリードするものの30-31で逆転負けした。OCジョー・ロンバルディを解雇した。
2023年シーズンは、5勝7敗で迎えた第14週の試合でハーバートが指を負傷して手術が必要となり、シーズン終了となった。2023年12月15日、前日のラスベガス・レイダース戦大敗を受けてステイリーHCとテレスコGMをともに解雇し、OLBコーチのギフ・スミスを暫定HC、選手人事部長のジョジョ・ウッデンを暫定GMとした。第16週、プレーオフ進出を逃した。
2024年1月24日、かつてチャージャーズでQBとしてプレイし、サンフランシスコ・フォーティーナイナーズおよびミシガン大学などでヘッドコーチを務めたジム・ハーボーをHCとすることを発表した。2024年シーズンはワイルドカード、第5シードでプレーオフ進出を果たしたが、初戦でヒューストン・テキサンズに敗れた。

## 文化

### チアリーディング
チームの公式チアリーディングとして1990年にロサンゼルス・チャージャー・ガールズ（Los Angeles Charger Girls）が誕生した。サンフランシスコ・フォーティナイナーズ、ロサンゼルス・クリッパーズ（NBA）、サクラメント・キングス（NBA）のダンスチームも担当している「e2k・イベント・アンド・エンターテイメント」によって運営されている。

## 2025年シーズン
|      | AFC            | AFC        | AFC            | AFC            | NFC          | NFC            | NFC          | NFC          |
| 前年 | 西地区         | 南地区     | 北地区         | 東地区         | 西地区       | 南地区         | 北地区       | 東地区       |
| ---- | -------------- | ---------- | -------------- | -------------- | ------------ | -------------- | ------------ | ------------ |
| 1位  | チーフス       | テキサンズ | レイブンズ     | ビルズ         | ラムズ       | バッカニアーズ | ライオンズ   | イーグルス   |
| 2位  | チャージャーズ | コルツ     | スティーラーズ | ドルフィンズ   | シーホークス | ファルコンズ   | バイキングス | コマンダース |
| 3位  | ブロンコス     | ジャガーズ | ベンガルズ     | ジェッツ       | カージナルス | パンサーズ     | パッカーズ   | カウボーイズ |
| 4位  | レイダース     | タイタンズ | ブラウンズ     | ペイトリオッツ | 49ers        | セインツ       | ベアーズ     | ジャイアンツ |

 ：1度対戦　 ：2度対戦
| 年   | 成績               | AFC  | 地区 | 勝 | 敗 | 分 | 率   | Div | Con  | 平均得点 | 平均失点 |
| ---- | ------------------ | ---- | ---- | -- | -- | -- | ---- | --- | ---- | -------- | -------- |
| 2025 |                    |      |      | 0  | 0  | 0  | –    | -   | -    |          |          |
| 2024 | ワイルドカード敗退 | 5位  | 2位  | 11 | 6  | 0  | .647 | 4-2 | 8-4  | 23.6     | 17.7     |
| 2023 | レギュラー敗退     | 15位 | 4位  | 5  | 12 | 0  | .294 | 1–5 | 3–9  | 20.4     | 23.4     |
| 2022 | ワイルドカード敗退 | 5位  | 2位  | 10 | 7  | 0  | .588 | 2-4 | 7-5  | 23.0     | 22.6     |
| 2021 | レギュラー敗退     | 10位 | 3位  | 9  | 8  | 0  | .529 | 3-3 | 6-6  | 27.9     | 27.6     |
| 2020 | レギュラー敗退     | 11位 | 3位  | 7  | 9  | 0  | .438 | 3-3 | 6-6  | 24.0     | 26.6     |
| 2019 | レギュラー敗退     | 14位 | 4位  | 5  | 11 | 0  | .313 | 0-6 | 3-9  | 21.1     | 21.6     |
| 2018 | ディビジョナル敗退 | 5位  | 2位  | 12 | 4  | 0  | .750 | 4-2 | 9-3  | 26.8     | 20.6     |
| 2017 | レギュラー敗退     | 8位  | 2位  | 9  | 7  | 0  | .563 | 3-3 | 6-6  | 22.2     | 17.0     |
| 2016 | レギュラー敗退     | 14位 | 4位  | 5  | 11 | 0  | .313 | 1-5 | 4-8  | 25.6     | 26.4     |
| 2015 | レギュラー敗退     | 14位 | 4位  | 5  | 11 | 0  | .313 | 0-6 | 3-9  | 25.1     | 24.9     |
| 2014 | レギュラー敗退     | 9位  | 3位  | 9  | 7  | 0  | .563 | 2-4 | 6-6  | 21.8     | 21.8     |
| 2013 | ディビジョナル敗退 | 6位  | 3位  | 9  | 7  | 0  | .563 | 4-2 | 6-6  | 24.8     | 21.8     |
| 2012 | レギュラー敗退     | 8位  | 2位  | 7  | 9  | 0  | .438 | 4-2 | 7-5  | 21.9     | 21.9     |
| 2011 | レギュラー敗退     | 9位  | 2位  | 8  | 8  | 0  | .500 | 3-3 | 7-5  | 25.4     | 23.6     |
| 2010 | レギュラー敗退     | 7位  | 2位  | 9  | 7  | 0  | .563 | 3-3 | 7-5  | 27.6     | 19.9     |
| 2009 | ディビジョナル敗退 | 2位  | 優勝 | 13 | 3  | 0  | .813 | 5-1 | 9-3  | 28.4     | 20.0     |
| 2008 | ディビジョナル敗退 | 4位  | 優勝 | 8  | 8  | 0  | .500 | 5-1 | 7-5  | 27.4     | 21.7     |
| 2007 | AFC決勝敗退        | 3位  | 優勝 | 11 | 5  | 0  | .688 | 5-1 | 9-3  | 25.8     | 17.8     |
| 2006 | ディビジョナル敗退 | 1位  | 優勝 | 14 | 2  | 0  | .875 | 5-1 | 10-2 | 30.8     | 18.9     |
| 2005 | レギュラー敗退     | 9位  | 3位  | 9  | 7  | 0  | .563 | 3-3 | 7-5  | 26.1     | 19.5     |

### 2024年シーズン成績
| (1)カンザスシティ・チーフス     | 15 | 2  | 0 | .882 | 5-1 | 10-2 | 385 | 326 | 22.6 | 19.2 | .488 | .463 |
| (5)ロサンゼルス・チャージャーズ | 11 | 6  | 0 | .647 | 4-2 | 8-4  | 402 | 301 | 23.6 | 17.7 | .467 | .348 |
| (7)デンバー・ブロンコス         | 10 | 7  | 0 | .588 | 3-3 | 6-6  | 425 | 311 | 25.0 | 18.3 | .502 | .394 |
| ラスベガス・レイダース          | 4  | 13 | 0 | .235 | 0-6 | 3-9  | 309 | 434 | 18.2 | 25.5 | .540 | .353 |

| AFC 2024       | AFC 2024                           | AFC 2024 | AFC 2024 | AFC 2024 | AFC 2024 | AFC 2024 | AFC 2024 | AFC 2024 | AFC 2024 | AFC 2024 |
| 順 位          | チーム                             | 地 区    | 勝       | 敗       | 分       | 勝率     | DIV      | CON      | SOS      | SOV      |
| 地区優勝       | 地区優勝                           | 地区優勝 | 地区優勝 | 地区優勝 | 地区優勝 | 地区優勝 | 地区優勝 | 地区優勝 | 地区優勝 | 地区優勝 |
| -------------- | ---------------------------------- | -------- | -------- | -------- | -------- | -------- | -------- | -------- | -------- | -------- |
| 1              | カンザスシティ・チーフス           | 西       | 15       | 2        | 0        | .882     | 5-1      | 10-2     | .488     | .463     |
| 2              | バッファロー・ビルズ               | 東       | 13       | 4        | 0        | .765     | 5-1      | 9-3      | .467     | .448     |
| 3              | ボルチモア・レイブンズ             | 北       | 12       | 5        | 0        | .706     | 4-2      | 8-4      | .529     | .525     |
| 4              | ヒューストン・テキサンズ           | 南       | 10       | 7        | 0        | .588     | 5-1      | 8-4      | .481     | .376     |
| ワイルドカード |                                    |          |          |          |          |          |          |          |          |          |
| 5              | ロサンゼルス・チャージャーズ       | 西       | 11       | 6        | 0        | .647     | 4-2      | 8-4      | .467     | .348     |
| 6              | ピッツバーグ・スティーラーズ       | 北       | 10       | 7        | 0        | .588     | 3-3      | 7-5      | .502     | .453     |
| 7              | デンバー・ブロンコス               | 西       | 10       | 7        | 0        | .588     | 3-3      | 6-6      | .502     | .394     |
|                |                                    |          |          |          |          |          |          |          |          |          |
| 8              | シンシナティ・ベンガルズ           | 北       | 9        | 8        | 0        | .529     | 3–3      | 6-6      | .478     | .314     |
| 9              | マイアミ・ドルフィンズ             | 東       | 8        | 9        | 0        | .471     | 3-3      | 6-6      | .419     | .294     |
| 10             | インディアナポリス・コルツ         | 南       | 8        | 9        | 0        | .471     | 3-3      | 7-5      | .457     | .309     |
| 11             | ニューヨーク・ジェッツ             | 東       | 5        | 12       | 0        | .294     | 2-4      | 5-7      | .495     | .341     |
| 12             | ジャクソンビル・ジャガーズ         | 南       | 4        | 13       | 0        | .235     | 3-3      | 4-8      | .478     | .265     |
| 13             | ニューイングランド・ペイトリオッツ | 東       | 4        | 13       | 0        | .235     | 2-4      | 3-9      | .471     | .471     |
| 14             | ラスベガス・レイダース             | 西       | 4        | 13       | 0        | .235     | 0-6      | 3-9      | .540     | .353     |
| 15             | クリーブランド・ブラウンズ         | 北       | 3        | 14       | 0        | .176     | 2–4      | 3-9      | .536     | .510     |
| 16             | テネシー・タイタンズ               | 南       | 3        | 14       | 0        | .176     | 1-5      | 3-9      | .522     | .431     |
| タイブレーク   |                                    |          |          |          |          |          |          |          |          |          |
| 1. 2. 3. 4. 5. |                                    |          |          |          |          |          |          |          |          |          |

|  |                                                      |                                                      |                                                      |                                                |                                  |                                  |                                  |                                |          |    |                                  |                                  |                                  |  |  |                                   |                                   |                                   |
|  | ワイルドカード・プレーオフ                           | ワイルドカード・プレーオフ                           | ワイルドカード・プレーオフ                           |                                                |                                  | ディビジョナル・プレーオフ       | ディビジョナル・プレーオフ       | ディビジョナル・プレーオフ     |          |    |                                  |                                  |                                  |  |  |                                   |                                   |                                   |
|  | 2025年1月11日 M&Tバンク・スタジアム                  | 2025年1月11日 M&Tバンク・スタジアム                  | 2025年1月11日 M&Tバンク・スタジアム                  |                                                |                                  | 1月19日 ハイマーク・スタジアム   | 1月19日 ハイマーク・スタジアム   | 1月19日 ハイマーク・スタジアム |          |    | 1月26日 アローヘッド・スタジアム | 1月26日 アローヘッド・スタジアム | 1月26日 アローヘッド・スタジアム |  |  | 2月9日 シーザーズ・スーパードーム | 2月9日 シーザーズ・スーパードーム | 2月9日 シーザーズ・スーパードーム |
|  | 6                                                    | スティーラーズ                                       | 14                                                   |                                                |                                  | 1月19日 ハイマーク・スタジアム   | 1月19日 ハイマーク・スタジアム   | 1月19日 ハイマーク・スタジアム |          |    | 1月26日 アローヘッド・スタジアム | 1月26日 アローヘッド・スタジアム | 1月26日 アローヘッド・スタジアム |  |  | 2月9日 シーザーズ・スーパードーム | 2月9日 シーザーズ・スーパードーム | 2月9日 シーザーズ・スーパードーム |
|  | 6                                                    | スティーラーズ                                       | 14                                                   |                                                |                                  | 1月19日 ハイマーク・スタジアム   | 1月19日 ハイマーク・スタジアム   | 1月19日 ハイマーク・スタジアム |          |    | 1月26日 アローヘッド・スタジアム | 1月26日 アローヘッド・スタジアム | 1月26日 アローヘッド・スタジアム |  |  | 2月9日 シーザーズ・スーパードーム | 2月9日 シーザーズ・スーパードーム | 2月9日 シーザーズ・スーパードーム |
|  | 3                                                    | レイブンズ                                           | 28                                                   |                                                |                                  | 1月19日 ハイマーク・スタジアム   | 1月19日 ハイマーク・スタジアム   | 1月19日 ハイマーク・スタジアム |          |    | 1月26日 アローヘッド・スタジアム | 1月26日 アローヘッド・スタジアム | 1月26日 アローヘッド・スタジアム |  |  | 2月9日 シーザーズ・スーパードーム | 2月9日 シーザーズ・スーパードーム | 2月9日 シーザーズ・スーパードーム |
|  | 3                                                    | レイブンズ                                           | 28                                                   |                                                |                                  | 1月19日 ハイマーク・スタジアム   | 1月19日 ハイマーク・スタジアム   | 1月19日 ハイマーク・スタジアム |          |    | 1月26日 アローヘッド・スタジアム | 1月26日 アローヘッド・スタジアム | 1月26日 アローヘッド・スタジアム |  |  | 2月9日 シーザーズ・スーパードーム | 2月9日 シーザーズ・スーパードーム | 2月9日 シーザーズ・スーパードーム |
|  | 2025年1月12日 ハイマーク・スタジアム                 | 2025年1月12日 ハイマーク・スタジアム                 | 2025年1月12日 ハイマーク・スタジアム                 | 3                                              | レイブンズ                       | 25                               |                                  |                                |          |    | 1月26日 アローヘッド・スタジアム | 1月26日 アローヘッド・スタジアム | 1月26日 アローヘッド・スタジアム |  |  | 2月9日 シーザーズ・スーパードーム | 2月9日 シーザーズ・スーパードーム | 2月9日 シーザーズ・スーパードーム |
|  | 2025年1月12日 ハイマーク・スタジアム                 | 2025年1月12日 ハイマーク・スタジアム                 | 2025年1月12日 ハイマーク・スタジアム                 | 3                                              | レイブンズ                       | 25                               |                                  |                                |          |    | 1月26日 アローヘッド・スタジアム | 1月26日 アローヘッド・スタジアム | 1月26日 アローヘッド・スタジアム |  |  | 2月9日 シーザーズ・スーパードーム | 2月9日 シーザーズ・スーパードーム | 2月9日 シーザーズ・スーパードーム |
|  | 2025年1月12日 ハイマーク・スタジアム                 | 2025年1月12日 ハイマーク・スタジアム                 | 2025年1月12日 ハイマーク・スタジアム                 |                                                | 2                                | ビルズ                           | 27                               |                                |          |    | 1月26日 アローヘッド・スタジアム | 1月26日 アローヘッド・スタジアム | 1月26日 アローヘッド・スタジアム |  |  | 2月9日 シーザーズ・スーパードーム | 2月9日 シーザーズ・スーパードーム | 2月9日 シーザーズ・スーパードーム |
|  | 2025年1月12日 ハイマーク・スタジアム                 | 2025年1月12日 ハイマーク・スタジアム                 | 2025年1月12日 ハイマーク・スタジアム                 |                                                | 2                                | ビルズ                           | 27                               |                                |          |    | 1月26日 アローヘッド・スタジアム | 1月26日 アローヘッド・スタジアム | 1月26日 アローヘッド・スタジアム |  |  | 2月9日 シーザーズ・スーパードーム | 2月9日 シーザーズ・スーパードーム | 2月9日 シーザーズ・スーパードーム |
|  | 7                                                    | ブロンコス                                           | 7                                                    | AFC                                            | AFC                              | AFC                              |                                  |                                |          |    | 1月26日 アローヘッド・スタジアム | 1月26日 アローヘッド・スタジアム | 1月26日 アローヘッド・スタジアム |  |  | 2月9日 シーザーズ・スーパードーム | 2月9日 シーザーズ・スーパードーム | 2月9日 シーザーズ・スーパードーム |
|  | 7                                                    | ブロンコス                                           | 7                                                    | AFC                                            | AFC                              | AFC                              |                                  |                                |          |    | 1月26日 アローヘッド・スタジアム | 1月26日 アローヘッド・スタジアム | 1月26日 アローヘッド・スタジアム |  |  | 2月9日 シーザーズ・スーパードーム | 2月9日 シーザーズ・スーパードーム | 2月9日 シーザーズ・スーパードーム |
|  | 2                                                    | ビルズ                                               | 31                                                   |                                                | 1月18日 アローヘッド・スタジアム | 1月18日 アローヘッド・スタジアム | 1月18日 アローヘッド・スタジアム |                                |          |    | 1月26日 アローヘッド・スタジアム | 1月26日 アローヘッド・スタジアム | 1月26日 アローヘッド・スタジアム |  |  | 2月9日 シーザーズ・スーパードーム | 2月9日 シーザーズ・スーパードーム | 2月9日 シーザーズ・スーパードーム |
|  | 2                                                    | ビルズ                                               | 31                                                   |                                                | 1月18日 アローヘッド・スタジアム | 1月18日 アローヘッド・スタジアム | 1月18日 アローヘッド・スタジアム |                                |          |    | 1月26日 アローヘッド・スタジアム | 1月26日 アローヘッド・スタジアム | 1月26日 アローヘッド・スタジアム |  |  | 2月9日 シーザーズ・スーパードーム | 2月9日 シーザーズ・スーパードーム | 2月9日 シーザーズ・スーパードーム |
|  | 2025年1月11日 NRGスタジアム                          | 2025年1月11日 NRGスタジアム                          | 2025年1月11日 NRGスタジアム                          | 2                                              | 1月18日 アローヘッド・スタジアム | 1月18日 アローヘッド・スタジアム | 1月18日 アローヘッド・スタジアム | ビルズ                         | 29       |    |                                  |                                  |                                  |  |  | 2月9日 シーザーズ・スーパードーム | 2月9日 シーザーズ・スーパードーム | 2月9日 シーザーズ・スーパードーム |
|  | 2025年1月11日 NRGスタジアム                          | 2025年1月11日 NRGスタジアム                          | 2025年1月11日 NRGスタジアム                          | 2                                              | 1月18日 アローヘッド・スタジアム | 1月18日 アローヘッド・スタジアム | 1月18日 アローヘッド・スタジアム | ビルズ                         | 29       |    |                                  |                                  |                                  |  |  | 2月9日 シーザーズ・スーパードーム | 2月9日 シーザーズ・スーパードーム | 2月9日 シーザーズ・スーパードーム |
|  | 2025年1月11日 NRGスタジアム                          | 2025年1月11日 NRGスタジアム                          | 2025年1月11日 NRGスタジアム                          |                                                | 1月18日 アローヘッド・スタジアム | 1月18日 アローヘッド・スタジアム | 1月18日 アローヘッド・スタジアム | 1                              | チーフス | 32 |                                  |                                  |                                  |  |  | 2月9日 シーザーズ・スーパードーム | 2月9日 シーザーズ・スーパードーム | 2月9日 シーザーズ・スーパードーム |
|  | 2025年1月11日 NRGスタジアム                          | 2025年1月11日 NRGスタジアム                          | 2025年1月11日 NRGスタジアム                          |                                                | 1月18日 アローヘッド・スタジアム | 1月18日 アローヘッド・スタジアム | 1月18日 アローヘッド・スタジアム | 1                              | チーフス | 32 |                                  |                                  |                                  |  |  | 2月9日 シーザーズ・スーパードーム | 2月9日 シーザーズ・スーパードーム | 2月9日 シーザーズ・スーパードーム |
|  | 2025年1月11日 NRGスタジアム                          | 2025年1月11日 NRGスタジアム                          | 2025年1月11日 NRGスタジアム                          | AFCチャンピオンシップ                          | 1月18日 アローヘッド・スタジアム | 1月18日 アローヘッド・スタジアム | 1月18日 アローヘッド・スタジアム |                                |          |    |                                  |                                  |                                  |  |  | 2月9日 シーザーズ・スーパードーム | 2月9日 シーザーズ・スーパードーム | 2月9日 シーザーズ・スーパードーム |
|  | 2025年1月11日 NRGスタジアム                          | 2025年1月11日 NRGスタジアム                          | 2025年1月11日 NRGスタジアム                          |                                                | 1月18日 アローヘッド・スタジアム | 1月18日 アローヘッド・スタジアム | 1月18日 アローヘッド・スタジアム |                                |          |    |                                  |                                  |                                  |  |  | 2月9日 シーザーズ・スーパードーム | 2月9日 シーザーズ・スーパードーム | 2月9日 シーザーズ・スーパードーム |
|  | 2025年1月11日 NRGスタジアム                          | 2025年1月11日 NRGスタジアム                          | 2025年1月11日 NRGスタジアム                          | 1月26日 リンカーン・フィナンシャル・フィールド | 1月18日 アローヘッド・スタジアム | 1月18日 アローヘッド・スタジアム | 1月18日 アローヘッド・スタジアム |                                |          |    |                                  |                                  |                                  |  |  | 2月9日 シーザーズ・スーパードーム | 2月9日 シーザーズ・スーパードーム | 2月9日 シーザーズ・スーパードーム |
|  | 5                                                    | チャージャーズ                                       | 12                                                   |                                                | 1月18日 アローヘッド・スタジアム | 1月18日 アローヘッド・スタジアム | 1月18日 アローヘッド・スタジアム |                                |          |    |                                  |                                  |                                  |  |  | 2月9日 シーザーズ・スーパードーム | 2月9日 シーザーズ・スーパードーム | 2月9日 シーザーズ・スーパードーム |
|  | 5                                                    | チャージャーズ                                       | 12                                                   | 4                                              | テキサンズ                       | 14                               |                                  |                                |          |    |                                  |                                  |                                  |  |  | 2月9日 シーザーズ・スーパードーム | 2月9日 シーザーズ・スーパードーム | 2月9日 シーザーズ・スーパードーム |
|  | 4                                                    | テキサンズ                                           | 32                                                   | 4                                              | テキサンズ                       | 14                               |                                  |                                |          |    |                                  |                                  |                                  |  |  | 2月9日 シーザーズ・スーパードーム | 2月9日 シーザーズ・スーパードーム | 2月9日 シーザーズ・スーパードーム |
|  | 4                                                    | テキサンズ                                           | 32                                                   | 1                                              | チーフス                         | 23                               |                                  |                                |          |    |                                  |                                  |                                  |  |  | 2月9日 シーザーズ・スーパードーム | 2月9日 シーザーズ・スーパードーム | 2月9日 シーザーズ・スーパードーム |
|  | 2025年1月12日 レイモンド・ジェームス・スタジアム     |                                                      |                                                      | 1                                              | チーフス                         | 23                               |                                  |                                |          |    |                                  |                                  |                                  |  |  | 2月9日 シーザーズ・スーパードーム | 2月9日 シーザーズ・スーパードーム | 2月9日 シーザーズ・スーパードーム |
|  | 1月18日 フォード・フィールド                         |                                                      |                                                      |                                                |                                  |                                  |                                  |                                |          |    |                                  |                                  |                                  |  |  | 2月9日 シーザーズ・スーパードーム | 2月9日 シーザーズ・スーパードーム | 2月9日 シーザーズ・スーパードーム |
|  |                                                      |                                                      |                                                      |                                                |                                  |                                  |                                  |                                |          |    |                                  |                                  |                                  |  |  | 2月9日 シーザーズ・スーパードーム | 2月9日 シーザーズ・スーパードーム | 2月9日 シーザーズ・スーパードーム |
|  |                                                      |                                                      |                                                      |                                                |                                  |                                  |                                  |                                |          |    |                                  |                                  |                                  |  |  | 2月9日 シーザーズ・スーパードーム | 2月9日 シーザーズ・スーパードーム | 2月9日 シーザーズ・スーパードーム |
|  |                                                      |                                                      |                                                      |                                                |                                  |                                  |                                  |                                |          |    |                                  |                                  |                                  |  |  | 2月9日 シーザーズ・スーパードーム | 2月9日 シーザーズ・スーパードーム | 2月9日 シーザーズ・スーパードーム |
|  | A1                                                   | チーフス                                             | 22                                                   |                                                |                                  |                                  |                                  |                                |          |    |                                  |                                  |                                  |  |  |                                   |                                   |                                   |
|  | A1                                                   | チーフス                                             | 22                                                   |                                                |                                  |                                  |                                  |                                |          |    |                                  |                                  |                                  |  |  |                                   |                                   |                                   |
|  |                                                      | N2                                                   | イーグルス                                           | 40                                             |                                  |                                  |                                  |                                |          |    |                                  |                                  |                                  |  |  |                                   |                                   |                                   |
|  |                                                      | N2                                                   | イーグルス                                           | 40                                             |                                  |                                  |                                  |                                |          |    |                                  |                                  |                                  |  |  |                                   |                                   |                                   |
|  | 第59回スーパーボウル                                 |                                                      |                                                      |                                                |                                  |                                  |                                  |                                |          |    |                                  |                                  |                                  |  |  |                                   |                                   |                                   |
|  |                                                      |                                                      |                                                      |                                                |                                  |                                  |                                  |                                |          |    |                                  |                                  |                                  |  |  |                                   |                                   |                                   |
|  |                                                      |                                                      |                                                      |                                                |                                  |                                  |                                  |                                |          |    |                                  |                                  |                                  |  |  |                                   |                                   |                                   |
|  | 6                                                    | コマンダース                                         | 23                                                   |                                                |                                  |                                  |                                  |                                |          |    |                                  |                                  |                                  |  |  |                                   |                                   |                                   |
|  | 6                                                    | コマンダース                                         | 23                                                   | 6                                              | コマンダース                     | 45                               |                                  |                                |          |    |                                  |                                  |                                  |  |  |                                   |                                   |                                   |
|  | 3                                                    | バッカニアーズ                                       | 20                                                   | 6                                              | コマンダース                     | 45                               |                                  |                                |          |    |                                  |                                  |                                  |  |  |                                   |                                   |                                   |
|  | 3                                                    | バッカニアーズ                                       | 20                                                   | 1                                              | ライオンズ                       | 31                               |                                  |                                |          |    |                                  |                                  |                                  |  |  |                                   |                                   |                                   |
|  | 2025年1月13日 ステートファーム・スタジアム           |                                                      |                                                      | 1                                              | ライオンズ                       | 31                               |                                  |                                |          |    |                                  |                                  |                                  |  |  |                                   |                                   |                                   |
|  | NFC                                                  |                                                      |                                                      |                                                |                                  |                                  |                                  |                                |          |    |                                  |                                  |                                  |  |  |                                   |                                   |                                   |
|  |                                                      |                                                      |                                                      |                                                |                                  |                                  |                                  |                                |          |    |                                  |                                  |                                  |  |  |                                   |                                   |                                   |
|  | 1月19日 リンカーン・フィナンシャル・フィールド       |                                                      |                                                      |                                                |                                  |                                  |                                  |                                |          |    |                                  |                                  |                                  |  |  |                                   |                                   |                                   |
|  |                                                      |                                                      |                                                      |                                                |                                  |                                  |                                  |                                |          |    |                                  |                                  |                                  |  |  |                                   |                                   |                                   |
|  | 6                                                    | コマンダース                                         | 23                                                   |                                                |                                  |                                  |                                  |                                |          |    |                                  |                                  |                                  |  |  |                                   |                                   |                                   |
|  | 6                                                    | コマンダース                                         | 23                                                   |                                                |                                  |                                  |                                  |                                |          |    |                                  |                                  |                                  |  |  |                                   |                                   |                                   |
|  |                                                      | 2                                                    | イーグルス                                           | 55                                             |                                  |                                  |                                  |                                |          |    |                                  |                                  |                                  |  |  |                                   |                                   |                                   |
|  |                                                      | 2                                                    | イーグルス                                           | 55                                             |                                  |                                  |                                  |                                |          |    |                                  |                                  |                                  |  |  |                                   |                                   |                                   |
|  | 5                                                    | バイキングス                                         | 9                                                    | NFCチャンピオンシップ                          | NFCチャンピオンシップ            | NFCチャンピオンシップ            |                                  |                                |          |    |                                  |                                  |                                  |  |  |                                   |                                   |                                   |
|  | 5                                                    | バイキングス                                         | 9                                                    | NFCチャンピオンシップ                          | NFCチャンピオンシップ            | NFCチャンピオンシップ            |                                  |                                |          |    |                                  |                                  |                                  |  |  |                                   |                                   |                                   |
|  | 4                                                    | ラムズ                                               | 27                                                   |                                                |                                  |                                  |                                  |                                |          |    |                                  |                                  |                                  |  |  |                                   |                                   |                                   |
|  | 4                                                    | ラムズ                                               | 27                                                   |                                                |                                  |                                  |                                  |                                |          |    |                                  |                                  |                                  |  |  |                                   |                                   |                                   |
|  | 2025年1月12日 リンカーン・フィナンシャル・フィールド | 2025年1月12日 リンカーン・フィナンシャル・フィールド | 2025年1月12日 リンカーン・フィナンシャル・フィールド | 4                                              | ラムズ                           | 22                               |                                  |                                |          |    |                                  |                                  |                                  |  |  |                                   |                                   |                                   |
|  | 2025年1月12日 リンカーン・フィナンシャル・フィールド | 2025年1月12日 リンカーン・フィナンシャル・フィールド | 2025年1月12日 リンカーン・フィナンシャル・フィールド | 4                                              | ラムズ                           | 22                               |                                  |                                |          |    |                                  |                                  |                                  |  |  |                                   |                                   |                                   |
|  | 2025年1月12日 リンカーン・フィナンシャル・フィールド | 2025年1月12日 リンカーン・フィナンシャル・フィールド | 2025年1月12日 リンカーン・フィナンシャル・フィールド |                                                | 2                                | イーグルス                       | 28                               |                                |          |    |                                  |                                  |                                  |  |  |                                   |                                   |                                   |
|  | 2025年1月12日 リンカーン・フィナンシャル・フィールド | 2025年1月12日 リンカーン・フィナンシャル・フィールド | 2025年1月12日 リンカーン・フィナンシャル・フィールド |                                                | 2                                | イーグルス                       | 28                               |                                |          |    |                                  |                                  |                                  |  |  |                                   |                                   |                                   |
|  | 7                                                    | パッカーズ                                           | 10                                                   |                                                |                                  |                                  |                                  |                                |          |    |                                  |                                  |                                  |  |  |                                   |                                   |                                   |
|  | 7                                                    | パッカーズ                                           | 10                                                   |                                                |                                  |                                  |                                  |                                |          |    |                                  |                                  |                                  |  |  |                                   |                                   |                                   |
|  | 2                                                    | イーグルス                                           | 22                                                   |                                                |                                  |                                  |                                  |                                |          |    |                                  |                                  |                                  |  |  |                                   |                                   |                                   |
|  | 2                                                    | イーグルス                                           | 22                                                   |                                                |                                  |                                  |                                  |                                |          |    |                                  |                                  |                                  |  |  |                                   |                                   |                                   |

## 過去の成績
| 年   | 成績               | AFC  | 地区 | 勝 | 敗 | 分 | 率   | Div | Con  | 平均得点 | 平均失点 |
| ---- | ------------------ | ---- | ---- | -- | -- | -- | ---- | --- | ---- | -------- | -------- |
| 2025 |                    |      |      | 0  | 0  | 0  | –    | -   | -    |          |          |
| 2024 | ワイルドカード敗退 | 5位  | 2位  | 11 | 6  | 0  | .647 | 4-2 | 8-4  | 23.6     | 17.7     |
| 2023 | レギュラー敗退     | 15位 | 4位  | 5  | 12 | 0  | .294 | 1–5 | 3–9  | 20.4     | 23.4     |
| 2022 | ワイルドカード敗退 | 5位  | 2位  | 10 | 7  | 0  | .588 | 2-4 | 7-5  | 23.0     | 22.6     |
| 2021 | レギュラー敗退     | 10位 | 3位  | 9  | 8  | 0  | .529 | 3-3 | 6-6  | 27.9     | 27.6     |
| 2020 | レギュラー敗退     | 11位 | 3位  | 7  | 9  | 0  | .438 | 3-3 | 6-6  | 24.0     | 26.6     |
| 2019 | レギュラー敗退     | 14位 | 4位  | 5  | 11 | 0  | .313 | 0-6 | 3-9  | 21.1     | 21.6     |
| 2018 | ディビジョナル敗退 | 5位  | 2位  | 12 | 4  | 0  | .750 | 4-2 | 9-3  | 26.8     | 20.6     |
| 2017 | レギュラー敗退     | 8位  | 2位  | 9  | 7  | 0  | .563 | 3-3 | 6-6  | 22.2     | 17.0     |
| 2016 | レギュラー敗退     | 14位 | 4位  | 5  | 11 | 0  | .313 | 1-5 | 4-8  | 25.6     | 26.4     |
| 2015 | レギュラー敗退     | 14位 | 4位  | 5  | 11 | 0  | .313 | 0-6 | 3-9  | 25.1     | 24.9     |
| 2014 | レギュラー敗退     | 9位  | 3位  | 9  | 7  | 0  | .563 | 2-4 | 6-6  | 21.8     | 21.8     |
| 2013 | ディビジョナル敗退 | 6位  | 3位  | 9  | 7  | 0  | .563 | 4-2 | 6-6  | 24.8     | 21.8     |
| 2012 | レギュラー敗退     | 8位  | 2位  | 7  | 9  | 0  | .438 | 4-2 | 7-5  | 21.9     | 21.9     |
| 2011 | レギュラー敗退     | 9位  | 2位  | 8  | 8  | 0  | .500 | 3-3 | 7-5  | 25.4     | 23.6     |
| 2010 | レギュラー敗退     | 7位  | 2位  | 9  | 7  | 0  | .563 | 3-3 | 7-5  | 27.6     | 19.9     |
| 2009 | ディビジョナル敗退 | 2位  | 優勝 | 13 | 3  | 0  | .813 | 5-1 | 9-3  | 28.4     | 20.0     |
| 2008 | ディビジョナル敗退 | 4位  | 優勝 | 8  | 8  | 0  | .500 | 5-1 | 7-5  | 27.4     | 21.7     |
| 2007 | AFC決勝敗退        | 3位  | 優勝 | 11 | 5  | 0  | .688 | 5-1 | 9-3  | 25.8     | 17.8     |
| 2006 | ディビジョナル敗退 | 1位  | 優勝 | 14 | 2  | 0  | .875 | 5-1 | 10-2 | 30.8     | 18.9     |
| 2005 | レギュラー敗退     | 9位  | 3位  | 9  | 7  | 0  | .563 | 3-3 | 7-5  | 26.1     | 19.5     |

### 4地区制
- DEN:デンバー・ブロンコス、KC:カンザスシティ・チーフス、OAK→LV:オークランド・レイダース→ラスベガス・レイダース、SD→LAC:サンディエゴ・チャージャーズ→ロサンゼルス・チャージャーズ
- 数字：シード順
- v：スーパーボウル優勝
- s：スーパーボウル敗退
- c：カンファレンス決勝敗退
- d：ディビジョナルプレーオフ敗退
- w：ワイルドカードプレーオフ敗退
- 年表示の背景色が変わっている年はチームがスーパーボウルを制覇した年

| 年   | 地区優勝 | 地区優勝 | 地区優勝 | 地区優勝 | 2位     | 2位 | 2位 | 2位 | 3位     | 3位 | 3位 | 3位 | 4位    | 4位 | 4位 | 4位 |
| 年   | チーム   | 勝       | 負       | 分       | チーム  | 勝  | 負  | 分  | チーム  | 勝  | 負  | 分  | チーム | 勝  | 負  | 分  |
| ---- | -------- | -------- | -------- | -------- | ------- | --- | --- | --- | ------- | --- | --- | --- | ------ | --- | --- | --- |
| 2024 | KC (1s)  | 15       | 2        | 0        | LAC(5w) | 11  | 6   | 0   | DEN(7w) | 10  | 7   | 0   | LV     | 4   | 13  | 0   |
| 2023 | KC (3v)  | 11       | 6        | 0        | LV      | 8   | 9   | 0   | DEN     | 8   | 9   | 0   | LAC    | 5   | 12  | 0   |
| 2022 | KC (1v)  | 14       | 3        | 0        | LAC(5w) | 10  | 7   | 0   | LV      | 6   | 11  | 0   | DEN    | 5   | 12  | 0   |
| 2021 | KC (2c)  | 12       | 5        | 0        | LV (5w) | 10  | 7   | 0   | LAC     | 9   | 8   | 0   | DEN    | 7   | 10  | 0   |
| 2020 | KC (1s)  | 14       | 2        | 0        | LV      | 8   | 8   | 0   | LAC     | 7   | 9   | 0   | DEN    | 5   | 11  | 0   |
| 2019 | KC (2v)  | 12       | 4        | 0        | DEN     | 7   | 9   | 0   | OAK     | 7   | 9   | 0   | LAC    | 5   | 11  | 0   |
| 2018 | KC (1c)  | 12       | 4        | 0        | LAC(5d) | 12  | 4   | 0   | DEN     | 6   | 10  | 0   | OAK    | 4   | 12  | 0   |
| 2017 | KC (4w)  | 10       | 6        | 0        | LAC     | 9   | 7   | 0   | OAK     | 6   | 10  | 0   | DEN    | 5   | 11  | 0   |
| 2016 | KC (2d)  | 12       | 4        | 0        | OAK(5w) | 12  | 4   | 0   | DEN     | 9   | 7   | 0   | SD     | 5   | 11  | 0   |
| 2015 | DEN(1v)  | 12       | 4        | 0        | KC (5d) | 11  | 5   | 0   | OAK     | 7   | 9   | 0   | SD     | 4   | 12  | 0   |
| 2014 | DEN(2d)  | 12       | 4        | 0        | KC      | 9   | 7   | 0   | SD      | 9   | 7   | 0   | OAK    | 3   | 13  | 0   |
| 2013 | DEN(1s)  | 13       | 3        | 0        | KC (5w) | 11  | 5   | 0   | SD (6d) | 9   | 7   | 0   | OAK    | 4   | 12  | 0   |
| 2012 | DEN(1d)  | 13       | 3        | 0        | SD      | 7   | 9   | 0   | OAK     | 4   | 12  | 0   | KC     | 2   | 14  | 0   |
| 2011 | DEN(4d)  | 8        | 8        | 0        | SD      | 8   | 8   | 0   | OAK     | 8   | 8   | 0   | KC     | 7   | 9   | 0   |
| 2010 | KC (4w)  | 10       | 6        | 0        | SD      | 9   | 7   | 0   | OAK     | 8   | 8   | 0   | DEN    | 4   | 12  | 0   |
| 2009 | SD (2d)  | 13       | 3        | 0        | DEN     | 8   | 8   | 0   | OAK     | 5   | 11  | 0   | KC     | 4   | 12  | 0   |
| 2008 | SD (4d)  | 8        | 8        | 0        | DEN     | 8   | 8   | 0   | OAK     | 5   | 11  | 0   | KC     | 2   | 14  | 0   |
| 2007 | SD (3c)  | 11       | 5        | 0        | DEN     | 7   | 9   | 0   | KC      | 4   | 12  | 0   | OAK    | 4   | 12  | 0   |
| 2006 | SD (1d)  | 14       | 2        | 0        | KC (6w) | 9   | 7   | 0   | DEN     | 9   | 7   | 0   | OAK    | 2   | 14  | 0   |
| 2005 | DEN(2c)  | 13       | 3        | 0        | KC      | 10  | 6   | 0   | SD      | 9   | 7   | 0   | OAK    | 4   | 12  | 0   |
| 2004 | SD (4w)  | 12       | 4        | 0        | DEN(6w) | 10  | 6   | 0   | KC      | 7   | 9   | 0   | OAK    | 5   | 11  | 0   |
| 2003 | KC (2d)  | 13       | 3        | 0        | DEN(6w) | 10  | 6   | 0   | OAK     | 4   | 12  | 0   | SD     | 4   | 12  | 0   |
| 2002 | OAK(1s)  | 11       | 5        | 0        | DEN     | 9   | 7   | 0   | SD      | 8   | 8   | 0   | KC     | 8   | 8   | 0   |

### 3地区制
- DEN:デンバー・ブロンコス、KC:カンザスシティ・チーフス、RAI→OAK:ロサンゼルス・レイダース→オークランド・レイダース、SD:サンディエゴ・チャージャーズ、SEA:シアトル・シーホークス、TB:タンパベイ・バッカニアーズ
- 1982年シーズンはストライキの影響により、地区別成績ではなくカンファレンス上位8チームがプレイオフ進出するルールであったが、ここでは地区別に変換して表記する。
- 括弧内の数字はプレイオフ出場時のシード順（シード制導入前は表記なし）、文字はv：スーパーボウル優勝、s：スーパーボウル敗退・カンファレンス優勝、c：カンファレンス決勝敗退、d：ディビジョナルプレーオフ敗退、w：ワイルドカードプレイオフ敗退。1982年についてはd：2回戦敗退、w：1回戦敗退。

| 年   | 地区優勝 | 地区優勝 | 地区優勝 | 地区優勝 | 2位     | 2位 | 2位 | 2位 | 3位     | 3位 | 3位 | 3位 | 4位    | 4位 | 4位 | 4位 | 5位    | 5位 | 5位 | 5位 |
| 年   | チーム   | 勝       | 負       | 分       | チーム  | 勝  | 負  | 分  | チーム  | 勝  | 負  | 分  | チーム | 勝  | 負  | 分  | チーム | 勝  | 負  | 分  |
| ---- | -------- | -------- | -------- | -------- | ------- | --- | --- | --- | ------- | --- | --- | --- | ------ | --- | --- | --- | ------ | --- | --- | --- |
| 2001 | OAK(3d)  | 10       | 6        | 0        | SEA     | 9   | 7   | 0   | DEN     | 8   | 8   | 0   | KC     | 6   | 10  | 0   | SD     | 5   | 11  | 0   |
| 2000 | OAK(2c)  | 12       | 4        | 0        | DEN(5w) | 11  | 5   | 0   | KC      | 7   | 9   | 0   | SEA    | 6   | 10  | 0   | SD     | 1   | 15  | 0   |
| 1999 | SEA(3w)  | 9        | 7        | 0        | KC      | 9   | 7   | 0   | SD      | 8   | 8   | 0   | DEN    | 8   | 8   | 0   | OAK    | 6   | 10  | 0   |
| 1998 | DEN(1v)  | 14       | 2        | 0        | OAK     | 8   | 8   | 0   | SEA     | 8   | 8   | 0   | KC     | 7   | 9   | 0   | SD     | 5   | 11  | 0   |
| 1997 | KC(1d)   | 13       | 3        | 0        | DEN(4v) | 12  | 4   | 0   | SEA     | 8   | 8   | 0   | OAK    | 4   | 12  | 0   | SD     | 4   | 12  | 0   |
| 1996 | DEN(1d)  | 13       | 3        | 0        | KC      | 9   | 7   | 0   | SD      | 8   | 8   | 0   | OAK    | 7   | 9   | 0   | SEA    | 7   | 9   | 0   |
| 1995 | KC(1d)   | 13       | 3        | 0        | SD(4w)  | 9   | 7   | 0   | SEA     | 8   | 8   | 0   | DEN    | 8   | 8   | 0   | OAK    | 8   | 8   | 0   |
| 1994 | SD(2s)   | 11       | 5        | 0        | KC(6w)  | 9   | 7   | 0   | RAI     | 9   | 7   | 0   | DEN    | 7   | 9   | 0   | SEA    | 6   | 10  | 0   |
| 1993 | KC(3c)   | 11       | 5        | 0        | RAI(4d) | 10  | 6   | 0   | DEN(5w) | 9   | 7   | 0   | SD     | 8   | 8   | 0   | SEA    | 6   | 10  | 0   |
| 1992 | SD(3d)   | 11       | 5        | 0        | KC(6w)  | 10  | 6   | 0   | DEN     | 8   | 8   | 0   | RAI    | 7   | 9   | 0   | SEA    | 2   | 14  | 0   |
| 1991 | DEN(2c)  | 12       | 4        | 0        | KC(4d)  | 10  | 6   | 0   | RAI(5w) | 9   | 7   | 0   | SEA    | 7   | 9   | 0   | SD     | 4   | 12  | 0   |
| 1990 | RAI(2c)  | 12       | 4        | 0        | KC(5w)  | 11  | 5   | 0   | SEA     | 9   | 7   | 0   | SD     | 6   | 10  | 0   | DEN    | 5   | 11  | 0   |
| 1989 | DEN(1s)  | 11       | 5        | 0        | KC      | 8   | 7   | 1   | RAI     | 8   | 8   | 0   | SEA    | 7   | 9   | 0   | SD     | 6   | 10  | 0   |
| 1988 | SEA(3d)  | 9        | 7        | 0        | DEN     | 8   | 8   | 0   | RAI     | 7   | 9   | 0   | SD     | 6   | 10  | 0   | KC     | 4   | 11  | 1   |
| 1987 | DEN(1s)  | 10       | 4        | 1        | SEA(5w) | 9   | 6   | 0   | SD      | 8   | 7   | 0   | RAI    | 5   | 10  | 0   | KC     | 4   | 11  | 0   |
| 1986 | DEN(2s)  | 11       | 5        | 0        | KC(5w)  | 10  | 6   | 0   | SEA     | 10  | 6   | 0   | RAI    | 8   | 8   | 0   | SD     | 4   | 12  | 0   |
| 1985 | RAI(1d)  | 12       | 4        | 0        | DEN     | 11  | 5   | 0   | SEA     | 8   | 8   | 0   | SD     | 8   | 8   | 0   | KC     | 6   | 10  | 0   |
| 1984 | DEN(2d)  | 13       | 3        | 0        | SEA(4d) | 12  | 4   | 0   | RAI(5w) | 11  | 5   | 0   | KC     | 8   | 8   | 0   | SD     | 7   | 9   | 0   |
| 1983 | RAI(1v)  | 12       | 4        | 0        | SEA(4c) | 9   | 7   | 0   | DEN(5w) | 9   | 7   | 0   | SD     | 6   | 10  | 0   | KC     | 6   | 10  | 0   |
| 1982 | RAI(1d)  | 8        | 1        | 0        | SD(5d)  | 6   | 3   | 0   | SEA     | 4   | 5   | 0   | KC     | 3   | 6   | 0   | DEN    | 2   | 7   | 0   |
| 1981 | SD(3c)   | 10       | 6        | 0        | DEN     | 10  | 6   | 0   | KC      | 9   | 7   | 0   | OAK    | 7   | 9   | 0   | SEA    | 6   | 10  | 0   |
| 1980 | SD(1c)   | 11       | 5        | 0        | OAK(4v) | 11  | 5   | 0   | KC      | 8   | 8   | 0   | DEN    | 8   | 8   | 0   | SEA    | 4   | 12  | 0   |
| 1979 | SD(1d)   | 12       | 4        | 0        | DEN(5w) | 10  | 6   | 0   | SEA     | 9   | 7   | 0   | OAK    | 9   | 7   | 0   | KC     | 7   | 9   | 0   |
| 1978 | DEN(3d)  | 10       | 6        | 0        | OAK     | 9   | 7   | 0   | SEA     | 9   | 7   | 0   | SD     | 9   | 7   | 0   | KC     | 4   | 12  | 0   |
| 1977 | DEN(1s)  | 12       | 2        | 0        | OAK(4c) | 11  | 3   | 0   | SD      | 7   | 7   | 0   | SEA    | 5   | 9   | 0   | KC     | 2   | 12  | 0   |
| 1976 | OAK(1v)  | 13       | 1        | 0        | DEN     | 9   | 5   | 0   | SD      | 6   | 8   | 0   | KC     | 5   | 9   | 0   | TB     | 0   | 14  | 0   |
| 1975 | OAK(2c)  | 11       | 3        | 0        | DEN     | 6   | 8   | 0   | KC      | 5   | 9   | 0   | SD     | 2   | 12  | 0   |        |     |     |     |
| 1974 | OAK(c)   | 12       | 2        | 0        | DEN     | 7   | 6   | 1   | KC      | 5   | 9   | 0   | SD     | 5   | 9   | 0   |        |     |     |     |
| 1973 | OAK(c)   | 9        | 4        | 1        | KC      | 7   | 5   | 2   | DEN     | 7   | 5   | 2   | SD     | 2   | 11  | 1   |        |     |     |     |
| 1972 | OAK(d)   | 10       | 3        | 0        | KC      | 8   | 6   | 0   | DEN     | 5   | 9   | 0   | SD     | 4   | 9   | 1   |        |     |     |     |
| 1971 | KC(d)    | 10       | 3        | 1        | OAK     | 8   | 4   | 2   | SD      | 6   | 8   | 0   | DEN    | 4   | 9   | 1   |        |     |     |     |
| 1970 | OAK(c)   | 8        | 4        | 2        | KC      | 7   | 5   | 2   | SD      | 5   | 6   | 3   | DEN    | 5   | 8   | 1   |        |     |     |     |

### AFL西地区
- DEN:デンバー・ブロンコス、DAL→KC:ダラス・テキサンズ→カンザスシティ・チーフス、OAK:オークランド・レイダース、LA→SD:ロサンゼルス・チャージャーズ→サンディエゴ・チャージャーズ、CIN:シンシナティ・ベンガルズ
- 括弧内の文字はV：スーパーボウル（AFL-NFLワールドチャンピオンシップゲーム）優勝、s：スーパーボウル敗退・AFL優勝、a：AFL決勝敗退、d：ディビジョナルプレイオフ敗退、v：AFL優勝（AFL-NFLワールドチャンピオンシップゲーム設立前）

| 年                 | 地区優勝 | 地区優勝 | 地区優勝 | 地区優勝 | 2位    | 2位 | 2位 | 2位 | 3位    | 3位 | 3位 | 3位 | 4位    | 4位 | 4位 | 4位 | 5位    | 5位 | 5位 | 5位 |
| 年                 | チーム   | 勝       | 負       | 分       | チーム | 勝  | 負  | 分  | チーム | 勝  | 負  | 分  | チーム | 勝  | 負  | 分  | チーム | 勝  | 負  | 分  |
| ------------------ | -------- | -------- | -------- | -------- | ------ | --- | --- | --- | ------ | --- | --- | --- | ------ | --- | --- | --- | ------ | --- | --- | --- |
| 1969               | OAK(a)   | 12       | 1        | 1        | KC(V)  | 11  | 3   | 0   | SD     | 8   | 6   | 0   | DEN    | 5   | 8   | 1   | CIN    | 4   | 9   | 1   |
| 1968               | OAK(a)   | 12       | 2        | 0        | KC     | 12  | 2   | 0   | SD     | 9   | 5   | 0   | DEN    | 5   | 9   | 0   | CIN    | 3   | 11  | 0   |
| 1967               | OAK(s)   | 13       | 3        | 0        | KC     | 9   | 5   | 0   | SD     | 8   | 5   | 1   | DEN    | 3   | 11  | 0   |        |     |     |     |
| 1966               | KC(s)    | 11       | 2        | 0        | OAK    | 8   | 5   | 1   | SD     | 7   | 6   | 1   | DEN    | 4   | 10  | 0   |        |     |     |     |
| スーパーボウル開始 |          |          |          |          |        |     |     |     |        |     |     |     |        |     |     |     |        |     |     |     |
| 1965               | SD(a)    | 9        | 2        | 3        | OAK    | 8   | 5   | 1   | KC     | 7   | 5   | 2   | DEN    | 4   | 10  | 0   |        |     |     |     |
| 1964               | SD(a)    | 8        | 5        | 1        | KC     | 7   | 7   | 0   | OAK    | 5   | 7   | 2   | DEN    | 2   | 11  | 1   |        |     |     |     |
| 1963               | SD(v)    | 11       | 3        | 0        | OAK    | 10  | 4   | 0   | KC     | 5   | 7   | 2   | DEN    | 2   | 11  | 1   |        |     |     |     |
| 1962               | DAL(v)   | 11       | 3        | 0        | DEN    | 7   | 7   | 0   | SD     | 4   | 10  | 0   | OAK    | 1   | 13  | 0   |        |     |     |     |
| 1961               | SD(a)    | 12       | 2        | 0        | DAL    | 6   | 8   | 0   | DEN    | 3   | 11  | 0   | OAK    | 2   | 12  | 0   |        |     |     |     |
| 1960               | LA(a)    | 10       | 4        | 0        | DAL    | 8   | 6   | 0   | OAK    | 6   | 8   | 0   | DEN    | 4   | 9   | 1   |        |     |     |     |

## 主な選手

### 永久欠番
| ロサンゼルス・チャージャーズ 永久欠番一覧 |                          |                     |            |           |
| 背番号                                    | 選手                     | 選手                | ポジション | 在籍期間  |
| 14                                        | ダン・ファウツ           | Dan Fouts           | QB         | 1973–1987 |
| 19                                        | ランス・アルワース       | Lance Alworth       | WR         | 1962–1970 |
| 21                                        | ラダニアン・トムリンソン | LaDainian Tomlinson | RB         | 2001–2009 |
| 55                                        | ジュニア・セアウ         | Junior Seau         | LB         | 1990–2002 |

### プロフットボール殿堂入り

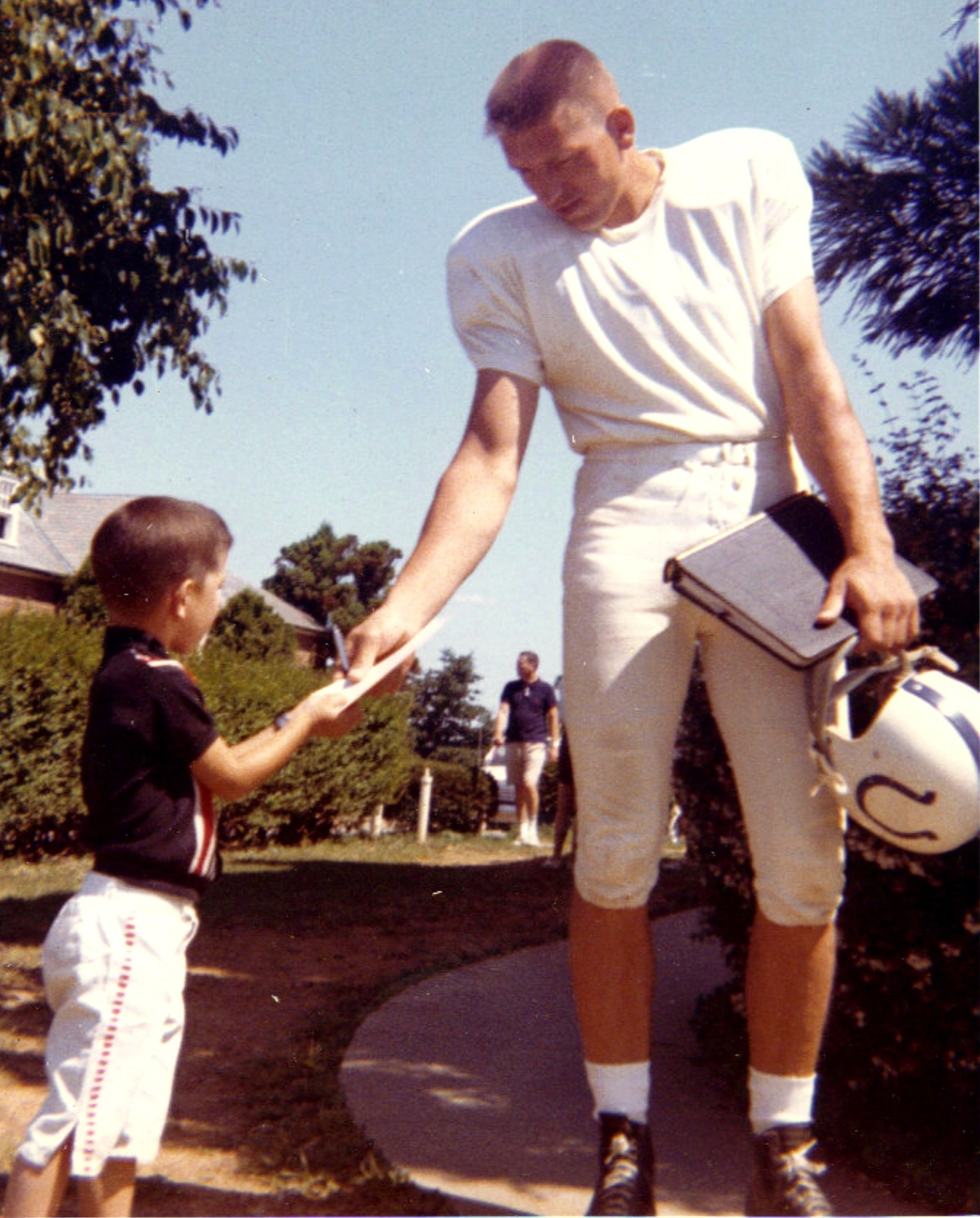
ジョニー・ユナイタス
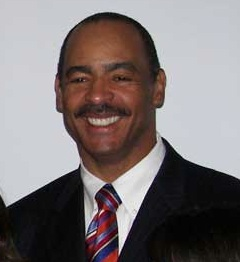
ケレン・ウィンズロー

| プロフットボール殿堂入りメンバー一覧 |                          |                     |              |           |        |
| 選手                                 |                          |                     |              |           |        |
| 背番号                               | 名前                     | 名前                | ポジション   | 在籍期間  | 選出年 |
| 19                                   | ランス・アルワース       | Lance Alworth       | WR           | 1962–1970 | 1978   |
| 74                                   | ロン・ミックス           | Ron Mix             | OT           | 1960–1969 | 1979   |
| 19                                   | ジョニー・ユナイタス     | Johnny Unitas       | QB           | 1973      | 1979   |
| 75                                   | ディーコン・ジョーンズ   | Deacon Jones        | DE           | 1972–1973 | 1980   |
| 89                                   | ジョン・マッキー         | John Mackey         | TE           | 1972      | 1992   |
| 14                                   | ダン・ファウツ           | Dan Fouts           | QB           | 1973–1987 | 1993   |
| 72                                   | ラリー・リトル           | Larry Little        | OG           | 1967–1968 | 1993   |
| 80                                   | ケレン・ウィンズロー     | Kellen Winslow      | TE           | 1979–1987 | 1995   |
| 18                                   | チャーリー・ジョイナー   | Charlie Joiner      | WR           | 1976–1986 | 1996   |
| 71                                   | フレッド・ディーン       | Fred Dean           | DE           | 1975–1981 | 2008   |
| 55                                   | ジュニア・セアウ         | Junior Seau         | LB           | 1990–2002 | 2015   |
| 21                                   | ラダニアン・トムリンソン | LaDainian Tomlinson | RB           | 2001–2009 | 2017   |
| コーチ・エグゼクティブ               |                          |                     |              |           |        |
| 名前                                 | 名前                     | 名前                | 役職         | 在籍期間  | 選出年 |
| シド・ギルマン                       | シド・ギルマン           | Sid Gillman         | ヘッドコーチ | 1960–1971 | 1983   |

- ジョニー・ユナイタス
- ケレン・ウィンズロー

## 歴代ヘッドコーチ
- シド・ギルマン (1960-1969)
- チャーリー・ウォーラー (1969-1970)
- ハーランド・スベア (1971-1973)
- ロン・ウォーラー (1973)
- トミー・プロスロ (1974-1978)
- ドン・コリエル (1978-1986)
- アル・ソーンダース (1986-1988)
- ダン・ヘニング (1989-1991)
- ボビー・ロス (1992-1996)
- ケビン・ギルブライト (1997-1998)
- ジューン・ジョーンズ（暫定） (1998)
- マイク・ライリー (1999-2001)
- マーティ・ショッテンハイマー (2002-2006)
- ノーブ・ターナー　(2007-2012)
- マイク・マッコイ (2013-2016)
- アンソニー・リン (2017-2020)
- ブランドン・ステイリー (2021-2023)
- ギフ・スミス (暫定) (2023)
- ジム・ハーボー (2024-)

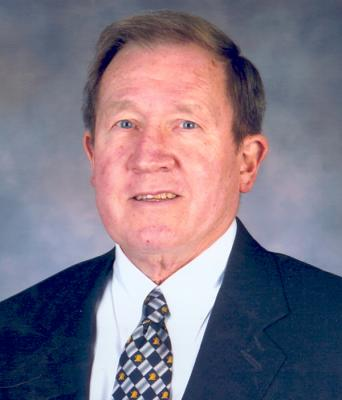
ボビー・ロス
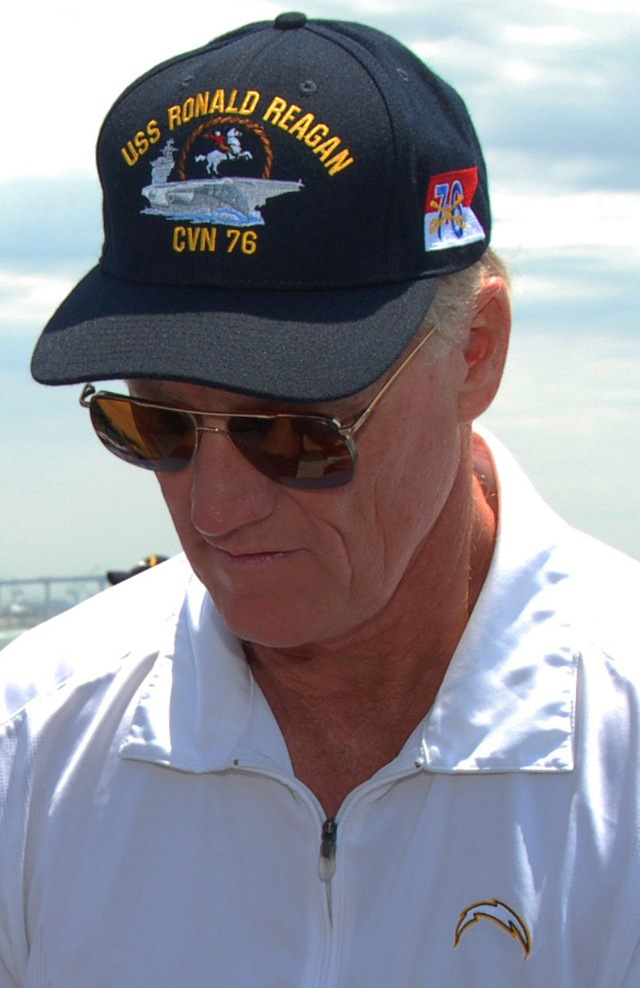
マーティ・ショッテンハイマー
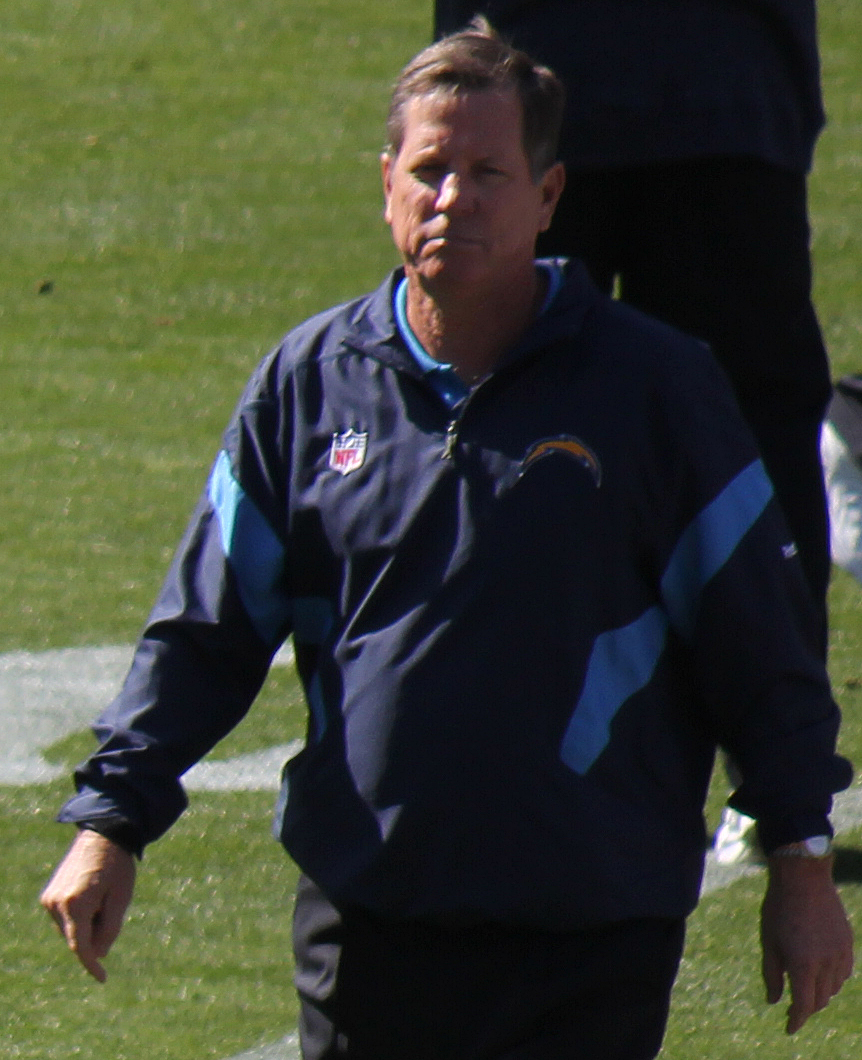
ノーブ・ターナー

## ギャラリー

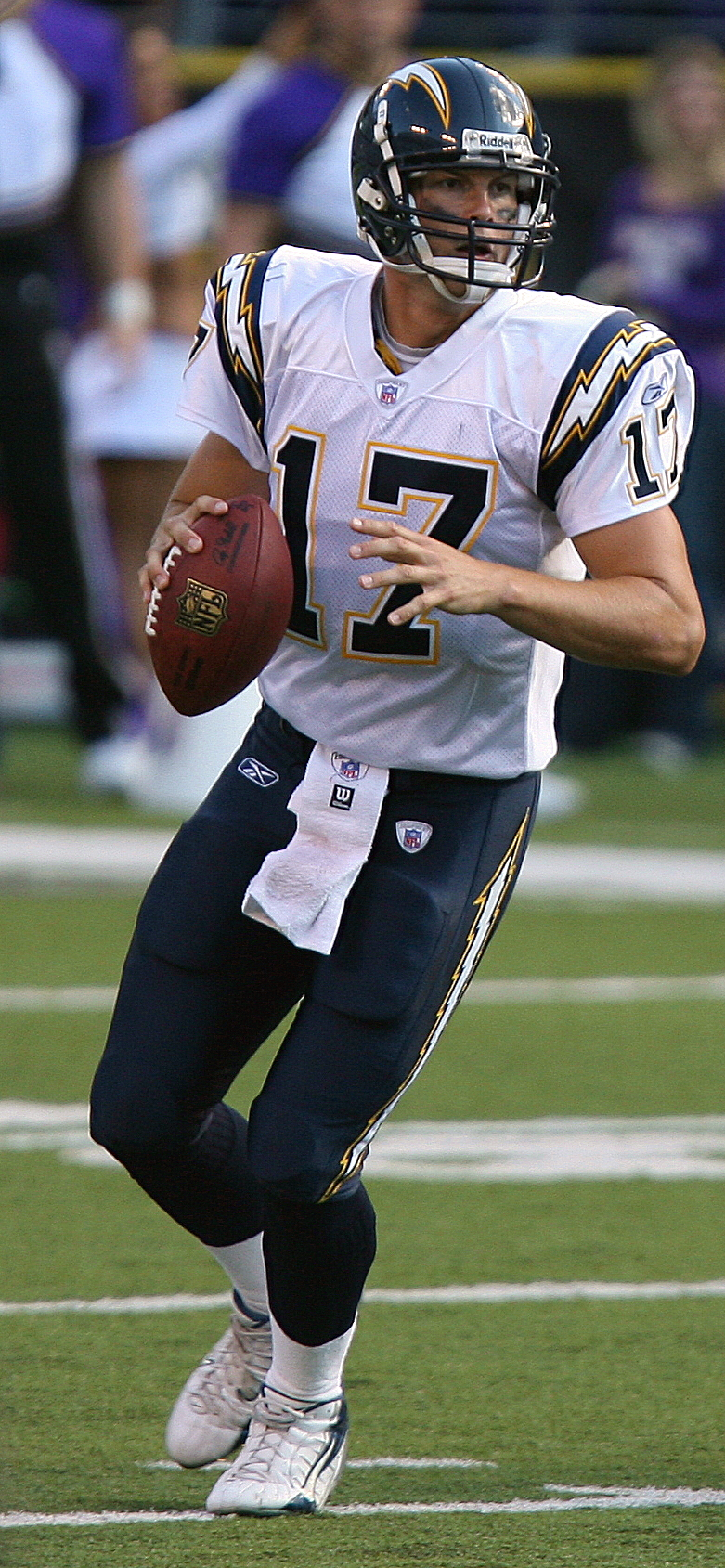
フィリップ・リバース
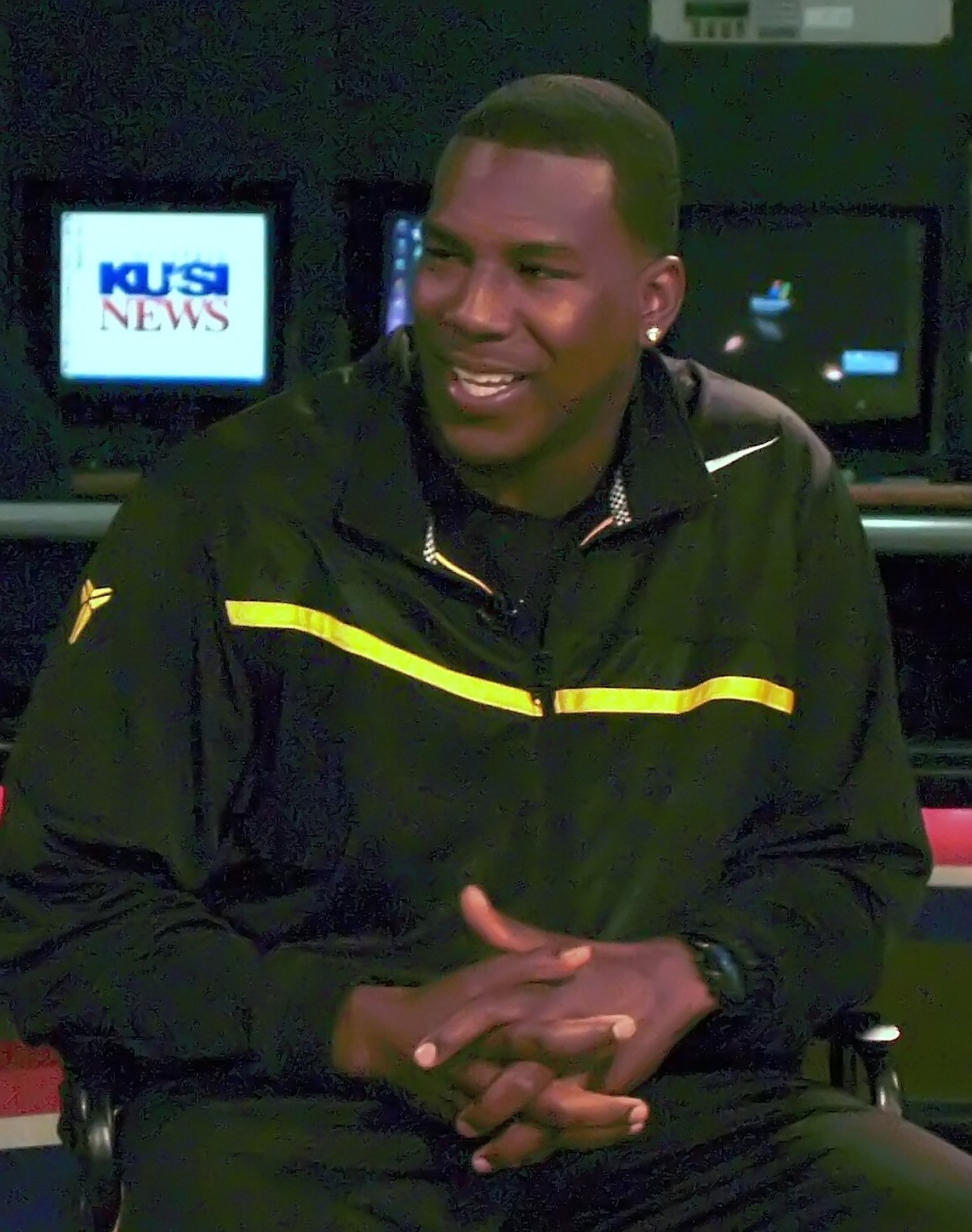
アントニオ・ゲイツ